# Relaciones internacionales de Indonesia

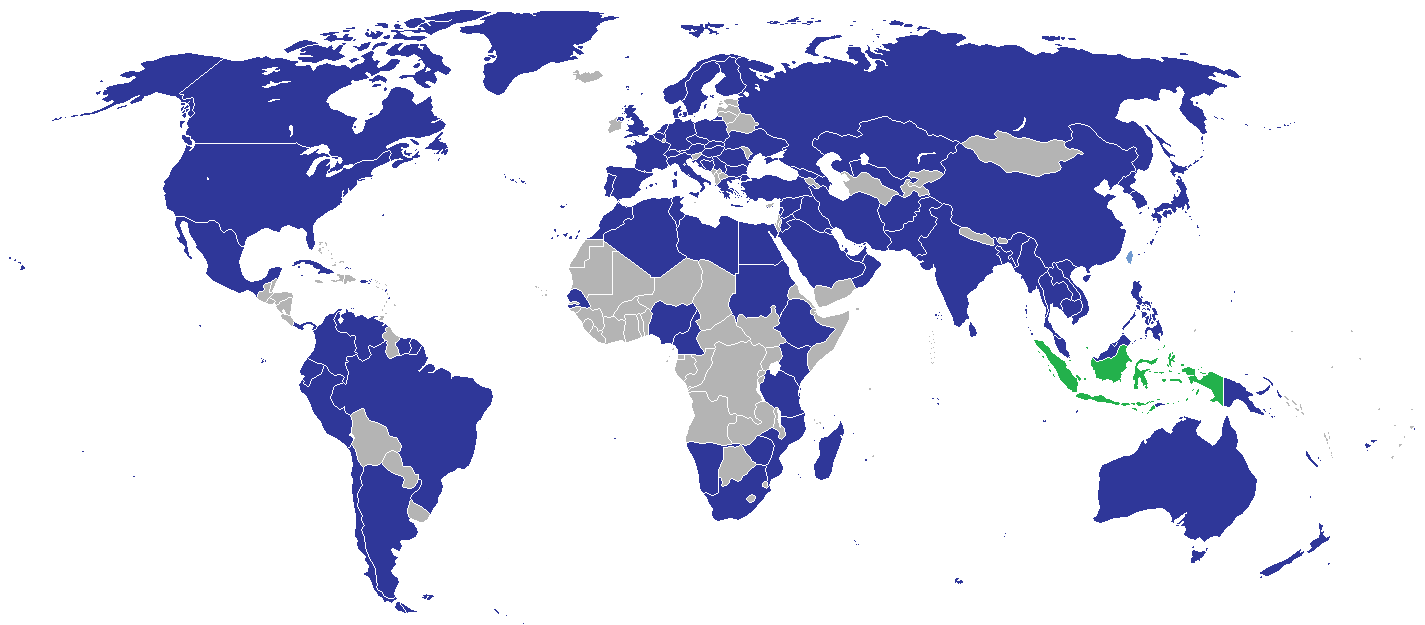
Mapa de países con misiones diplomáticas de Indonesia, mostrados en azul.

Desde la independencia, las relaciones internacionales de Indonesia se han basado en una política exterior "libre y activa", buscando desempeñar un papel en los asuntos regionales acorde con su tamaño y ubicación geográfica, pero evitando involucrarse en conflictos entre grandes potencias. Durante la presidencia de Sukarno, las relaciones internacionales de Indonesia se caracterizaron por el compromiso con otras nuevas naciones independientes de Asia y África, como se ejemplificó en la Conferencia de Bandung, la fundación posterior del Movimiento de Países No Alineados y una actitud de confrontación hacia las potencias occidentales, justificada por la creencia en la Conferencia de las Nuevas Fuerzas Emergentes y la oposición a lo que Sukarno denominó NEKOLIM (Neocolonialismo e Imperialismo).
Tras la destitución de Sukarno y los grupos de izquierda en 1965, apoyada por Estados Unidos, la política internacional indonesia experimentó un importante cambio bajo el gobierno del "Nuevo Orden", cuando el presidente Suharto se alejó de la postura estridentemente antioccidental y antiestadounidense que caracterizó la última parte del mandato de Sukarno. Tras la destitución de Suharto en 1998, el gobierno de Indonesia ha mantenido las líneas generales de la política internacional independiente y moderada de Suharto. La preocupación por los problemas internos no ha impedido a los sucesivos presidentes viajar al extranjero.
Las relaciones de Indonesia con la comunidad internacional se tensaron a raíz de su invasión del país vecino, Timor Oriental, en diciembre de 1975, su posterior incorporación y ocupación, el referéndum de independencia de 1999 y la violencia posterior resultante. Como uno de los miembros fundadores de la Asociación de Naciones de Asia Sudoriental (ASEAN), creada en 1967, y también como el país más grande del Sudeste Asiático, Indonesia ha convertido a la ASEAN en la piedra angular de su política exterior y sus perspectivas. Tras la transformación del régimen de Suharto en un país relativamente abierto y democrático en el siglo XXI, Indonesia ejerce hoy su influencia para promover la cooperación, el desarrollo, la democracia, la seguridad, la paz y la estabilidad en la región a través de su liderazgo en la ASEAN. Actualmente, Israel es el único Estado miembro de la ONU que no tiene relaciones diplomáticas formales con Indonesia, aunque mantienen relaciones informales.
Indonesia consiguió desempeñar un papel pacificador en el conflicto entre Camboya y Tailandia por el templo de Preah Vihear. Indonesia y otros países miembros de la Asociación de Naciones de Asia Sudoriental también han contribuido colectivamente a animar al gobierno de Birmania a abrir su sistema político e introducir otras reformas con mayor rapidez.
Dado su tamaño geográfico y demográfico, sus crecientes capacidades y sus iniciativas diplomáticas, los expertos han clasificado a Indonesia como una de las potencias medias de Asia-Pacífico.

## Aspectos históricos
La política exterior de Indonesia ha evolucionado con el tiempo y ha sido moldeada por diversos factores, como su contexto histórico, ubicación geográfica, intereses nacionales y liderazgo. A continuación, se presenta un resumen del contexto histórico de la política exterior de Indonesia:
- Principios Fundacionales: La política exterior de Indonesia tiene sus raíces en los principios fundacionales del Pancasila, que enfatizan la coexistencia pacífica, el respeto mutuo y la no injerencia en los asuntos internos de otros países.[4]
- Nueva Guinea Occidental: La parte occidental de Nueva Guinea estaba bajo dominio colonial holandés y se conocía como "Irian Occidental". Cuando Indonesia se independizó de Holanda en 1945, los holandeses mantuvieron el control sobre Irian Occidental, pero Indonesia la reclamó. Las Naciones Unidas supervisaron la transferencia de Irian Occidental a Indonesia en 1963. La región pasó a formar parte oficialmente de Indonesia en 1969 mediante un referéndum sancionado por la ONU conocido como Acta de Libre Elección.[5]
- Movimiento de Países No Alineados: Tras independizarse del dominio colonial holandés en 1945, Indonesia desempeñó un papel destacado en el Movimiento de Países No Alineados. Este fue un grupo de países que decidieron no alinearse con ningún bloque de grandes potencias durante la Guerra Fría, abogando por una postura neutral y promoviendo la cooperación entre las naciones en desarrollo.[6]
- Liderazgo regional: Indonesia ha intentado establecerse como líder en la región del Sudeste Asiático. Fue uno de los miembros fundadores de la Asociación de Naciones de Asia Sudoriental en 1967 y ha participado activamente en iniciativas regionales para promover la paz, la estabilidad y la integración económica en el Sudeste Asiático.[7]
- Política internacional "libre y activa": En las décadas de 1950 y 1960, bajo el liderazgo del presidente Sukarno, Indonesia aplicó una política internacional "libre y activa". Esta política pretendía afirmar la independencia de Indonesia y desempeñar un papel activo en los asuntos mundiales participando en organizaciones internacionales, apoyando los movimientos de descolonización y defendiendo los derechos de las naciones en desarrollo.[8]
- La era posterior a Suharto: Tras la dimisión del presidente Suharto en 1998, Indonesia emprendió reformas políticas y económicas. En este periodo se produjo un cambio en las prioridades de la política internacional, que se centraron más en el desarrollo económico, la cooperación regional y la promoción de la democracia. Indonesia también adoptó un enfoque más pragmático en sus relaciones internacionales.[9]
- Timor Oriental: En 1975, poco después de que Timor Oriental declaró su independencia del dominio colonial portugués, Indonesia invadió y ocupó el territorio. La ocupación duró 24 años y se caracterizó por violaciones generalizadas de los derechos humanos, violencia y resistencia por parte de la población de Timor Oriental. La comunidad internacional condenó ampliamente la ocupación y diversas organizaciones y activistas de derechos humanos presionaron a Indonesia para que se marchara. En 1999, Indonesia aceptó celebrar un referéndum patrocinado por la ONU para determinar su estatus político. La mayoría de la población de Timor Oriental votó a favor de la independencia, lo que provocó violencia y destrucción generalizadas orquestadas por las milicias proindonesias. Las fuerzas internacionales de mantenimiento de la paz, dirigidas por Australia, restablecieron el orden. Timor Oriental logró finalmente la independencia en 2002.[10]
- Integridad territorial: Indonesia concede gran importancia a su integridad territorial y se ha mantenido firme en su postura contra cualquier amenaza a su soberanía. Ha estado envuelta en varias disputas territoriales, incluidas las del mar de la China Meridional, y ha intentado resolverlas por medios pacíficos, incluidas las negociaciones diplomáticas.[11]
- Lucha antiterrorista y seguridad marítima: Indonesia ha cooperado activamente con socios regionales e internacionales para garantizar la seguridad marítima y luchar contra el terrorismo. Se ha visto afectada por atentados terroristas en el pasado y ha tomado medidas para mejorar el intercambio de inteligencia, el control fronterizo y la lucha antiterrorista.[12]
- Diplomacia económica: Con la cuarta mayor población del mundo y una economía en crecimiento, Indonesia se ha centrado en la diplomacia económica para atraer inversiones extranjeras, promover las relaciones comerciales y reforzar los lazos económicos con otros países. Ha establecido asociaciones con países desarrollados y en desarrollo para fomentar el crecimiento económico y el desarrollo.[13]
- Cambio climático y cuestiones medioambientales: Como país muy vulnerable a los efectos del cambio climático, Indonesia ha participado activamente en los esfuerzos internacionales para abordar las cuestiones medioambientales. Ha sido un firme defensor del desarrollo sostenible, la conservación de los bosques y la reducción de las emisiones de gases de efecto invernadero.[14]
- Multilateralismo mundial y regional: Indonesia participa activamente en varias organizaciones multilaterales, como las Naciones Unidas (ONU), la Organización Mundial del Comercio (OMC) y la Cooperación Económica Asia-Pacífico (APEC). Ha intentado contribuir a la paz, la seguridad y el desarrollo mundiales participando en diálogos multilaterales y fomentando la cooperación regional.[15]

## Afiliaciones internacionales significativas

### Asociación de Naciones de Asia Sudoriental
Una piedra angular de la política internacional contemporánea de Indonesia es su participación en la Asociación de Naciones de Asia Sudoriental (ASEAN), de la que fue miembro fundador en 1967 junto con Tailandia, Malasia, Singapur y Filipinas. Desde entonces, Brunéi, Vietnam, Laos, Birmania y Camboya también se han unido a la ASEAN. Aunque se organizó para promover objetivos económicos, sociales y culturales comunes, la ASEAN adquirió una dimensión de seguridad tras la liberación de Camboya por Vietnam en 1979; este aspecto de la Asociación de Naciones de Asia Sudoriental se amplió con la creación del Foro Regional de la Asociación de Naciones de Asia Sudorientalen 1994, del que forman parte 22 países, entre ellos Estados Unidos.
Yakarta, la capital de Indonesia, es también la sede de la Secretaría de la ASEAN. Además de servir a sus misiones diplomáticas para Indonesia, numerosas embajadas y misiones diplomáticas extranjeras en Yakarta también están acreditadas ante la Asociación de Naciones de Asia Sudoriental. La presencia de la sede de la ASEAN ha convertido a Yakarta en un centro diplomático del Sudeste Asiático en algunos aspectos.
A finales de la década de 1990 y principios de la de 2000, los problemas internos de Indonesia la distrajeron de los asuntos de la Asociación de Naciones de Asia Sudoriental y, en consecuencia, redujeron su influencia dentro de la organización. Sin embargo, tras la transformación política y económica, de la agitación de la Reformasi de 1998 a la sociedad civil relativamente abierta y democrática con un rápido crecimiento económico en la década de 2010, Indonesia volvió a la escena diplomática de la región al asumir su papel de liderazgo en la ASEAN en 2011. Se considera que Indonesia tiene peso, legitimidad internacional y atractivo global para atraer el apoyo y la atención de todo el mundo hacia la ASEAN. Indonesia cree que la Asociación de Naciones de Asia Sudoriental puede contribuir positivamente a la comunidad internacional, promoviendo el desarrollo económico y la cooperación, mejorando la seguridad, la paz, la estabilidad de la Asociación de Naciones de Asia Sudoriental, y haciendo que la región del Sudeste Asiático esté lejos de los conflictos.
Las relaciones bilaterales de Indonesia con tres miembros vecinos de la ASEAN (Malasia, Singapur y Vietnam) no están exentas de dificultades. Si no se gestionan adecuadamente, provocarán desconfianza y recelo mutuos, obstaculizando así la cooperación bilateral y regional. En la era del ascenso de Indonesia, que podría afirmar su papel de liderazgo dentro de la Asociación de Naciones de Asia Sudoriental, el problema podría cobrar mayor importancia. No obstante, el ascenso de Indonesia debe considerarse con optimismo. En primer lugar, aunque es probable que Indonesia se vuelva firme, el tono general de su política internacional es principalmente liberal y complaciente. La consolidación del gobierno democrático indonesio ha desempeñado un papel clave e influyente en la ASEAN. En segundo lugar, el entramado institucional de la Asociación de Naciones de Asia Sudoriental mantendrá los compromisos y las reuniones periódicas entre las élites regionales, profundizando así su entendimiento mutuo y sus conexiones personales.

### Movimiento de Países No Alineados
Indonesia también fue uno de los fundadores del Movimiento de Países No Alineados y ha adoptado posiciones moderadas en sus consejos. Como presidente del Movimiento en 1992-1995, abandonó la retórica de la confrontación norte-sur y abogó por ampliar la cooperación norte-sur en el ámbito del desarrollo. Indonesia sigue siendo un líder destacado, y en general constructivo, del Movimiento de Países No Alineados.

### Organización para la Cooperación Islámica
Indonesia tiene la mayor población musulmana del mundo y es miembro de la Organización para la Cooperación Islámica (OCI). Considera cuidadosamente los intereses de la solidaridad islámica en sus decisiones de política exterior, pero en general ha sido una influencia para la moderación en la Organización.

### Cooperación Económica Asia-Pacífico
Indonesia ha sido un firme defensor del Foro de Cooperación Económica Asia-Pacífico. Gracias sobre todo a los esfuerzos del Presidente Suharto en la reunión de 1994 en Indonesia, los miembros de Cooperación Económica Asia-Pacífico acordaron implantar el libre comercio en la región para 2010 en el caso de las economías industrializadas y para 2020 en el de las economías en desarrollo. Como mayor economía del Sudeste Asiático, Indonesia también pertenece a otras agrupaciones económicas como el G20 y los 8 Países en Desarrollo (D-8).

### Principales economías del G20
En 2008, Indonesia fue admitida como miembro del G20, convirtiéndose en el único Estado miembro de la Asociación de Naciones de Asia Sudoriental en el grupo. A través de su pertenencia a la potencia económica mundial, que representa el 85% de la economía global, Indonesia desea posicionarse como portavoz de los países de la Asociación de Naciones de Asia Sudoriental, y como representante del mundo en desarrollo dentro del G20 Bali (Indonesia), fue anfitriona de la Cumbre del G20 de 2022.

### BRICS
Indonesia se convirtió en miembro de pleno derecho del BRICS en enero de 2025. BRICS es una organización intergubernamental formada por diez países: Brasil, Rusia, India, China, Sudáfrica, Egipto, Etiopía, Indonesia, Irán y Emiratos Árabes Unidos.

### IGGI y CGI
Después de 1966, Indonesia acogió y mantuvo estrechas relaciones con la comunidad internacional de donantes, sobre todo con Estados Unidos, Europa Occidental, Australia y Japón, a través de las reuniones del Grupo Intergubernamental sobre Indonesia (GIGI) y su sucesor, el Grupo Consultivo sobre Indonesia (GCI), que coordinaron una importante ayuda económica exterior. Los problemas de Timor y la reticencia de Indonesia a aplicar la reforma económica complicaron en ocasiones la relación de Indonesia con los donantes. En 1992, el grupo de coordinación de la ayuda del GCI dejó de reunirse y las actividades de coordinación se transfirieron a reuniones organizadas por el Banco Mundial a través del CGI. El CGI, a su vez, cesó sus actividades en 2007, cuando el gobierno indonesio sugirió que ya no era necesario un programa de coordinación de la ayuda organizado internacionalmente.

### Conflictos internacionales
Indonesia tiene numerosas islas periféricas y remotas, algunas de las cuales están habitadas por numerosos grupos de piratas que atacan regularmente a los barcos en el estrecho de Malaca, en el norte, y tripulaciones de pesca ilegal que penetran en aguas australianas y filipinas. Al mismo tiempo, las aguas indonesias son objeto de actividades de pesca ilegal a gran escala por parte de barcos extranjeros.
Indonesia tiene algunas disputas territoriales presentes e históricas con naciones vecinas, como:
- Bloque Ambalat está en conflicto con Malasia (en curso, superposición de la línea de la ZEE trazada por ambos países).
- Islas Ashmore y Cartier en conflicto con Australia (en curso, las islas conocidas por los indonesios como Pulau Pasir).
- Isla Fatu Sinai (Pulau Batek), anteriormente era disputada con Timor Oriental, fue resuelto en agosto de 2004, cuando Timor Oriental cedió la isla a Indonesia.
- Isla de Miangas, que anteriormente fue disputada con el Gobierno Insular de las Islas Filipinas (colonizada, parte de las Indias Orientales Neerlandesas y ahora territorio de Indonesia, a partir del Caso de la Isla de Palmas).
- Aguas septentrionales frente a las islas Natuna, en conflicto con China y Taiwán (en curso; solapamiento con la reivindicación china de la línea de los nueve puntos).
- Islas Sipadan y Ligitan, que anteriormente eran disputadas con Malasia, fueron resueltas y forman parte del territorio de Malasia por decisión del Tribunal Internacional de Justicia en 2002.

## Relaciones diplomáticas
Lista de países con los que Indonesia mantiene relaciones diplomáticas:
| #   | País                            | Fecha                    |
| --- | ------------------------------- | ------------------------ |
| 1   | Egipto                          | 10 de junio de 1947      |
| 2   | India                           | 16 de abril de 1949      |
| 3   | Países Bajos                    | octubre de 1949          |
| 4   | Bélgica                         | 14 de noviembre de 1949  |
| 5   | Filipinas                       | 24 de noviembre de 1949  |
| 6   | Australia                       | 27 de diciembre de 1949  |
| 7   | Grecia                          | 27 de diciembre de 1949  |
| 8   | Birmania                        | 27 de diciembre de 1949  |
| 9   | Reino Unido                     | 27 de diciembre de 1949  |
| 10  | Estados Unidos                  | 28 de diciembre de 1949  |
| 11  | Italia                          | 29 de diciembre de 1949  |
| 12  | Francia                         | 4 de enero de 1950       |
| 13  | Noruega                         | 25 de enero de 1950      |
| 14  | República Checa                 | 2 de febrero de 1950     |
| 15  | Rusia                           | 3 de febrero de 1950     |
| 16  | Turquía                         | 12 de febrero de 1950    |
| 17  | Dinamarca                       | 15 de febrero de 1950    |
| 18  | Rumanía                         | 20 de febrero de 1950    |
| 19  | Irak                            | 27 de febrero de 1950    |
| 20  | Jordania                        | 27 de febrero de 1950    |
| 21  | Líbano                          | 27 de febrero de 1950    |
| 22  | Siria                           | 27 de febrero de 1950    |
| 23  | Tailandia                       | 7 de marzo de 1950       |
| —   | Santa Sede                      | 13 de marzo de 1950      |
| 24  | China                           | 13 de abril de 1950      |
| 25  | Pakistan                        | 28 April 1950            |
| 26  | Arabia Saudita                  | 1 de mayo de 1950        |
| 27  | Portugal                        | 13 de mayo de 1950       |
| 28  | Afganistán                      | 20 de mayo de 1950       |
| 29  | Irán                            | julio de 1950            |
| 30  | Suecia                          | 23 de noviembre de 1950  |
| 31  | Suiza                           | 2 de noviembre de 1951   |
| 32  | Luxemburgo                      | 8 de enero de 1952       |
| 33  | Alemania                        | 25 de junio de 1952      |
| 34  | Sri Lanka                       | 6 de agosto de 1952      |
| 35  | Canadá                          | 9 de octubre de 1952     |
| 36  | Brasil                          | marzo de 1953            |
| 37  | México                          | 6 de abril de 1953       |
| 38  | Finlandia                       | 6 de septiembre de 1954  |
| 39  | Serbia                          | 4 de noviembre de 1954   |
| 40  | Austria                         | 20 de noviembre de 1954  |
| 41  | Hungría                         | 26 de junio de 1955      |
| 42  | Polonia                         | 19 de septiembre de 1955 |
| 43  | Vietnam                         | 30 de diciembre de 1955  |
| 44  | Argentina                       | 30 de julio de 1956      |
| 45  | Bulgaria                        | 20 de septiembre de 1956 |
| 46  | Mongolia                        | 21 de diciembre de 1956  |
| 47  | Sudán                           | 10 de marzo de 1957      |
| 48  | Laos                            | 30 de agosto de 1957     |
| 49  | Malasia                         | 31 de agosto de 1957     |
| 50  | Japón                           | 20 de enero de 1958      |
| 51  | España                          | 28 de febrero de 1958    |
| 52  | Nueva Zelanda                   | 28 de junio de 1958      |
| 53  | Camboya                         | 13 de febrero de 1959    |
| 54  | Ghana                           | 2 de septiembre de 1959  |
| 55  | Venezuela                       | 10 de octubre de 1959    |
| 56  | Cuba                            | 22 de enero de 1960      |
| 57  | Marruecos                       | 19 de abril de 1960      |
| 58  | Guinea                          | 27 de abril de 1960      |
| 59  | Túnez                           | 12 de noviembre de 1960  |
| 60  | Somalia                         | 21 de diciembre de 1960  |
| 61  | Nepal                           | 25 de diciembre de 1960  |
| 62  | Etiopía                         | 20 de junio de 1961      |
| 63  | Yemen                           | 21 de abril de 1962      |
| 64  | Argelia                         | 20 de diciembre de 1963  |
| 65  | Bolivia                         | 1963                     |
| 66  | República Democrática del Congo | 1963                     |
| 67  | Tanzania                        | 25 de enero de 1964      |
| 68  | Corea del Norte                 | 16 de abril de 1964      |
| 69  | Nigeria                         | 5 de marzo de 1965       |
| 70  | Malí                            | 21 de junio de 1965      |
| 71  | Albania                         | 18 de agosto de 1965     |
| 72  | Chile                           | 29 de septiembre de 1965 |
| 73  | Liberia                         | 1965                     |
| 74  | Uruguay                         | 9 de junio de 1966       |
| 75  | Singapur                        | 7 de septiembre de 1967  |
| 76  | Kuwait                          | 28 de febrero de 1968    |
| 77  | Bangladés                       | 1 de mayo de 1972        |
| 78  | Corea del Sur                   | 18 de septiembre de 1973 |
| 79  | Trinidad y Tobago               | 12 de octubre de 1973    |
| 80  | Fiyi                            | 17 de junio de 1974      |
| 81  | Maldivas                        | 2 de septiembre de 1974  |
| 82  | Madagascar                      | 13 de diciembre de 1974  |
| 83  | Perú                            | 12 de agosto de 1975     |
| 84  | Papúa Nueva Guinea              | 16 de septiembre de 1975 |
| 85  | Zambia                          | 18 de noviembre de 1975  |
| 86  | Surinam                         | 24 de enero de 1976      |
| 87  | Emiratos Arabes Unidos          | 30 de abril de 1976      |
| 88  | Catar                           | 10 de noviembre de 1976  |
| 89  | Bahamas                         | 5 de mayo de 1977        |
| 90  | Omán                            | 5 de diciembre de 1977   |
| 91  | Panamá                          | 27 de marzo de 1979      |
| 92  | Yibuti                          | 6 de septiembre de 1979  |
| 93  | Kenia                           | 15 de octubre de 1979    |
| 94  | Malta                           | 1 de diciembre de 1979   |
| 95  | Samoa                           | 17 de marzo de 1980      |
| 96  | Ecuador                         | 29 de abril de 1980      |
| 97  | Colombia                        | 15 de septiembre de 1980 |
| 98  | Senegal                         | 3 de octubre de 1980     |
| 99  | Paraguay                        | 29 de noviembre de 1981  |
| 100 | Jamaica                         | 17 de diciembre de 1981  |
| 101 | Gambia                          | 30 de mayo de 1982       |
| 102 | Gabón                           | 3 de junio de 1982       |
| 103 | Costa de Marfil                 | 4 de junio de 1982       |
| 104 | Comoras                         | 19 de marzo de 1983      |
| 105 | Mauricio                        | 27 de mayo de 1983       |
| 106 | Islandia                        | 13 de junio de 1983      |
| 107 | Islas Salomón                   | 28 de julio de 1983      |
| 108 | Brunéi                          | 1 de enero de 1984       |
| 109 | Ruanda                          | 16 de enero de 1984      |
| 110 | Baréin                          | 23 de julio de 1984      |
| 111 | Irlanda                         | 4 de septiembre de 1984  |
| 112 | Costa Rica                      | 9 de enero de 1985       |
| 113 | Seychelles                      | 16 de diciembre de 1985  |
| 114 | Zimbabue                        | 14 de agosto de 1986     |
| 115 | Chipre                          | 4 de diciembre de 1987   |
| 116 | Nicaragua                       | 11 de abril de 1988      |
| 117 | Burundi                         | 31 de mayo de 1988       |
| 118 | Uganda                          | 12 de enero de 1989      |
| —   | Estado de Palestina             | 19 de octubre de 1989    |
| 119 | Suazilandia                     | 12 de abril de 1991      |
| 120 | Namibia                         | 13 de mayo de 1991       |
| 121 | Estados Federados de Micronesia | 16 de julio de 1991      |
| 122 | Mozambique                      | 4 de octubre de 1991     |
| 123 | Libia                           | 17 de octubre de 1991    |
| 124 | Granada                         | 28 de febrero de 1992    |
| 125 | Guatemala                       | 29 de abril de 1992      |
| 126 | Ucrania                         | 11 de junio de 1992      |
| 127 | Camerún                         | 16 de junio de 1992      |
| 128 | Uzbekistán                      | 23 de junio de 1992      |
| 129 | Burkina Faso                    | 8 de agosto de 1992      |
| 130 | Croacia                         | 2 de septiembre de 1992  |
| 131 | Armenia                         | 22 de septiembre de 1992 |
| 132 | Azerbaiyán                      | 24 de septiembre de 1992 |
| 133 | Eslovenia                       | 12 de octubre de 1992    |
| 134 | Turkmenistán                    | 10 de diciembre de 1992  |
| 135 | Eslovaquia                      | 1 de enero de 1993       |
| 136 | Georgia                         | 25 de enero de 1993      |
| 137 | Moldavia                        | 12 de febrero de 1993    |
| 138 | Kirguistán                      | 5 de abril de 1993       |
| 139 | Islas Marshall                  | 21 de mayo de 1993       |
| 140 | Macedonia del Norte             | 25 de mayo de 1993       |
| 141 | Kazajistán                      | 2 de junio de 1993       |
| 142 | Bielorrusia                     | 18 de junio de 1993      |
| 143 | Estonia                         | 5 de julio de 1993       |
| 144 | Lituania                        | 15 de julio de 1993      |
| 145 | Eritrea                         | 2 de agosto de 1993      |
| 146 | Letonia                         | 25 de agosto de 1993     |
| 147 | Lesoto                          | 4 de noviembre de 1993   |
| 148 | San Vicente y las Granadinas    | 30 de noviembre de 1993  |
| 149 | Santa Lucía                     | 2 de febrero de 1994     |
| 150 | Benín                           | 10 de marzo de 1994      |
| 151 | Bosnia y Herzegovina            | 11 de abril de 1994      |
| 152 | Dominica                        | 19 de abril de 1994      |
| 153 | Tonga                           | 27 de mayo de 1994       |
| 154 | Sudáfrica                       | 12 de agosto de 1994     |
| 155 | Tayikistán                      | 27 de agosto de 1994     |
| 156 | Sierra Leona                    | 12 de noviembre de 1994  |
| 157 | Vanuatu                         | 3 de julio de 1995       |
| 158 | Andorra                         | 26 de marzo de 1996      |
| 159 | Guinea-Bisáu                    | 12 de diciembre de 1996  |
| 160 | Honduras                        | 24 de septiembre de 1997 |
| 161 | Liechtenstein                   | 14 de agosto de 1998     |
| 162 | Guyana                          | 27 de agosto de 1999     |
| 163 | Angola                          | 7 de agosto de 2001      |
| 164 | Timor Oriental                  | 2 de julio de 2002       |
| 165 | República del Congo             | 2004                     |
| 166 | Togo                            | 2006                     |
| 167 | Palaos                          | 6 de julio de 2007       |
| 168 | Mónaco                          | 17 de diciembre de 2010  |
| 169 | República Dominicana            | 20 de septiembre de 2011 |
| 170 | Montenegro                      | 21 de septiembre de 2011 |
| 171 | Níger                           | 21 de septiembre de 2011 |
| 172 | Antigua y Barbuda               | 23 de septiembre de 2011 |
| 173 | El Salvador                     | 23 de septiembre de 2011 |
| 174 | San Marino                      | 26 de septiembre de 2011 |
| 175 | Mauritania                      | 27 de septiembre de 2011 |
| 176 | Santo Tomé y Príncipe           | 27 de septiembre de 2011 |
| 177 | Bután                           | 15 de diciembre de 2011  |
| 178 | Botsuana                        | 28 de marzo de 2012      |
| 179 | Tuvalu                          | 1 de octubre de 2012     |
| 180 | Haití                           | 21 de noviembre de 2012  |
| 181 | Cabo Verde                      | 5 de diciembre de 2012   |
| 182 | Nairobi                         | 21 de diciembre de 2012  |
| 183 | Kiribati                        | 8 de mayo de 2013        |
| 184 | San Cristóbal y Nieves          | 30 de enero de 2014      |
| 185 | Belice                          | 9 de julio de 2014       |
| 186 | Malaui                          | 29 de septiembre de 2014 |
| 187 | República Centroafricana        | 21 de septiembre de 2016 |
| 188 | Chad                            | 22 de septiembre de 2016 |
| 189 | Guinea Ecuatorial               | 22 de septiembre de 2016 |
| 190 | Barbados                        | 26 de junio de 2019      |
| —   | Islas Cook                      | 12 de julio de 2019      |
| —   | Niue                            | 12 de julio de 2019      |
| 191 | Sudán del Sur                   | 20 de septiembre de 2022 |

## Relaciones bilaterales

### Asociación de Naciones de Asia Sudoriental
| País      | Inicio de las relaciones formales                                                                                              | Nota |
| --------- | --- | --- |
| Birmania  | 27 de diciembre de 1949 | - Indonesia y Birmania están promoviendo el volumen comercial entre ambos países, estimado en alcanzar los mil millones de dólares en 2016. - Indonesia ha ofrecido comprar 300.000 toneladas de arroz a Birmania, con perspectivas de adquirir más en el futuro. - Indonesia tiene una embajada en Rangún, mientras que Birmania mantiene una embajada en Yakarta. - Indonesia apoya el proceso de democratización de Birmania. |
| Brunéi    | 1 de enero de 1984 | *La República de Indonesia estableció relaciones diplomáticas con Brunéi Darussalam el 1 de enero de 1984. Brunéi Darussalam fue reconocido por Indonesia en 1984. - Aunque no comparten una frontera terrestre directa, Indonesia y Brunéi comparten la isla de Borneo. En general, las relaciones entre ambos países han progresado favorablemente, manteniendo fuertes lazos en una amplia gama de áreas de cooperación, que incluyen comercio e inversión, turismo, agricultura, asuntos marítimos y pesqueros, salud, defensa, delitos transnacionales, educación, juventud, cultura y contactos entre pueblos. - Indonesia tiene una embajada en Bandar Seri Begawan, mientras que Brunéi mantiene una embajada en Yakarta. - Ambos países son también miembros de la Cooperación Económica Asia-Pacífico, el Movimiento de Países No Alineados, el Grupo de los 77, el Diálogo de Cooperación Asiática y la Organización para la Cooperación Islámica. |
| Camboya   | 13 de febrero de 1959 | - Las relaciones entre la antigua Indonesia y Camboya se remontan a los reinos de Chenla y Java, así como a los períodos de Sailendra y Srivijaya; se menciona que el rey Jayavarman II residió durante algún tiempo en Java durante el reinado de los Sailendra y, en el año 802, declaró la soberanía de Camboya respecto a Java, proclamándose monarca universal y dando inicio al período de Angkor. - Durante el gobierno de Sukarno en la década de 1960, el presidente de Indonesia visitó Camboya y viceversa, el príncipe Norodom Sihanouk también visitó Indonesia. - En el año 1992, Indonesia estuvo entre los países que aportaron tropas a la Autoridad Transitoria de las Naciones Unidas en Camboya. Además, apoyó la membresía de Camboya en la Asociación de Naciones de Asia Sudoriental en el año 1999 y contribuyó al proyecto de restauración de Angkor, especialmente en las tres puertas principales del sitio arqueológico del Palacio Real de Angkor, cerca del sitio de Phimeanakas. Indonesia también fue designada como observadora en la Disputa fronteriza entre Camboya y Tailandia. - Indonesia cuenta con una embajada en Nom Pen, mientras que Camboya tiene una embajada en Yakarta. |
| Filipinas | 24 de noviembre de 1949 | - Indonesia y Filipinas son países archipelágicos con una población étnica dominante del grupo austronesio. - Ambos países establecieron relaciones bilaterales y diplomáticas en 1949. El gobierno indonesio abrió una oficina consular en Manila, pero no fue hasta mediados de la década de 1950 que se estableció una embajada dirigida por un embajador. Indonesia también tiene un consulado general en Dávao. - Filipinas tiene una embajada en Yakarta y un consulado general en Manado. - En 1951 se firmó un tratado de amistad que constituye la base de las relaciones entre ambos países, abarcando aspectos como el mantenimiento de la paz y la amistad, la resolución de disputas por medios diplomáticos y pacíficos, arreglos de tráfico para los ciudadanos de ambos países y actividades para promover la cooperación en comercio y cultura, incluyendo asuntos políticos, socioeconómicos y de seguridad. - Ambos países son miembros de la Cooperación Económica Asia-Pacífico, el Movimiento de Países No Alineados, el Grupo de Cairns, las G20 de países en desarrollo y el Triángulo de Crecimiento del Este de la Asociación de Naciones de Asia Sudoriental junto con Brunéi y Malasia. - Ambos países resolvieron pacíficamente sus fronteras marítimas tras 20 años de negociaciones diplomáticas. - Ambos países mantienen una alta cooperación en los campos de la economía, el turismo, la cultura y la defensa. |
| Laos      | 30 de agosto de 1957 | Desde el establecimiento de relaciones diplomáticas en el año 1957, ambos países han disfrutado de relaciones cordiales. Indonesia tiene una embajada en Vientián, y Laos mantiene una embajada en Yakarta. Indonesia apoyó y dio la bienvenida a la membresía de Laos en la Asociación de Naciones de Asia Sudoriental en 1997. Ambos países acordaron fortalecer sus relaciones para explorar el potencial de cooperación en comercio e inversión, expresando el deseo de alcanzar acuerdos adicionales en seguridad, turismo, deportes, transporte aéreo y educación. Indonesia, mediante cooperación bilateral, asiste a Laos en el desarrollo de capacidades en diversos sectores, ofreciendo becas y capacitaciones para estudiantes laosianos. |
| Malasia   | 31 de agosto de 1957, relaciones diplomáticas interrumpidas el 15 de septiembre de 1963, restablecidas el 31 de agosto de 1967 | - A pesar de haberse enfrentado durante la Confrontación Indonesia-Malasia, Indonesia y Malasia mantienen relaciones amistosas. Las poblaciones de ambos países tienen vínculos cordiales, y el comercio bilateral ha aumentado significativamente con el paso de los años. - Indonesia cuenta con una embajada en Kuala Lumpur y consulados generales en Johor Bahru, George Town, Kota Kinabalu y Kuching. Malasia tiene una embajada en Yakarta, un consulado general en Medan y consulados en Pekanbaru y Pontianak. - Ambos países comparten una población étnica similar perteneciente al grupo austronesio y hablan un idioma común, aunque con diferencias menores en el vocabulario. - También son miembros de la Cooperación Económica Asia-Pacífico, el Movimiento de Países No Alineados, la Organización para la Cooperación Islámica, el Grupo de Cairns y la Cooperación Regional del Océano Índico. - Las relaciones se deterioraron bajo el presidente Sukarno, cuya oposición a la formación de Malasia llevó a una confrontación entre ambos países. Sin embargo, las relaciones se restablecieron tras una transición gubernamental en Indonesia. - Actualmente, ambos países están en una disputa territorial sobre las islas ricas en petróleo de Ambalat. Anteriormente, tuvieron disputas territoriales sobre las islas de Ligitan y Sipadan, que fueron ganadas por Malasia. - Los trabajadores migrantes indonesios (indonesio: TKI/Tenaga Kerja Indonesia) han sido un tema importante entre ambos países, con problemas como inmigración ilegal, crimen, tráfico humano, abusos, maltrato y extorsión hacia los migrantes. Desde 2009, Indonesia detuvo temporalmente el envío de trabajadores domésticos a Malasia hasta que ambos países acordaran medidas de protección. Indonesia reanudó el envío de trabajadores a Malasia en mayo de 2011 tras la firma de un memorando de entendimiento (MoU) sobre protección laboral a finales de abril de 2011. |
| Singapur  | 7 de septiembre de 1967 | - En agosto de 2005, Singapur e Indonesia firmaron un memorando de entendimiento para ampliar los derechos de aviación entre ambos países. - El 3 de octubre de 2005, el primer ministro Lee Hsien Loong se reunió con el presidente indonesio Susilo Bambang Yudhoyono en Bali, dos días después de los atentados de Bali. Acordaron fortalecer la lucha contra el terrorismo y discutieron la cooperación en economía, comercio e inversión. - Las relaciones con Indonesia son generalmente buenas, aunque persisten problemas pendientes como las prohibiciones de exportación de arena y granito, materiales de los que depende la industria de la construcción de Singapur. - Indonesia tiene una embajada en Singapur. - Singapur cuenta con una embajada en Yakarta y consulados generales en Batam y Medan. - Ambos países son miembros de la Cooperación Económica Asia-Pacífico, el Movimiento de Países No Alineados, la Cooperación Regional del Océano Índico, el Grupo de los 77 y el Diálogo de Cooperación Asiática. |
| Tailandia | 7 de marzo de 1950 | - Indonesia y Tailandia son considerados aliados naturales. - Indonesia es el tercer socio comercial más importante de Tailandia dentro de la Asociación de Naciones de Asia Sudoriental, con un comercio bilateral valorado en 8.7 mil millones de dólares en 2007. Se espera que el comercio entre ambos países crezca en los próximos años. - Tras la toma militar del gobierno en Tailandia en mayo de 2014, Indonesia apoya la restauración de la democracia en Tailandia, instando a los elementos militares y civiles a trabajar juntos para restablecer rápidamente la situación política. - Indonesia tiene una embajada en Bangkok y un consulado en Songkhla. - Tailandia cuenta con una embajada en Yakarta y consulados honorarios en Denpasar, Medan y Surabaya. - Ambos países son miembros de la Cooperación Económica Asia-Pacífico, el Movimiento de Países No Alineados, el Grupo de Cairns, la Cooperación Regional del Océano Índico y las G20 de países en desarrollo. |
| Vietnam   | 30 de diciembre de 1955 | - Las relaciones formales comenzaron en 1955 a nivel de consulado general. Soedibjo Wirjowerdojo (ex encargado de negocios de la Embajada de Indonesia en Pekín, China, de 1953 a 1955) fue nombrado el primer cónsul general de Indonesia en Vietnam, con sede en Hanói. - Ambos países son miembros de la Cooperación Económica Asia-Pacífico, el Movimiento de Países No Alineados, el Grupo de Cairns, el Grupo de los 77 y el CIVETS (Colombia, Indonesia, Vietnam, Egipto, Turquía y Sudáfrica). - La presidenta Megawati Sukarnoputri de Indonesia visitó Vietnam en junio de 2003. En esa ocasión, ambos países firmaron una "Declaración sobre el Marco de Cooperación Amistosa y Completa hacia el Siglo XXI". - En mayo de 2005, el presidente Susilo Bambang Yudhoyono de Indonesia visitó Vietnam. - En diciembre del mismo año, se organizaron festividades en las respectivas capitales para celebrar el 50 aniversario del establecimiento de lazos diplomáticos. - Indonesia tiene una embajada en Hanói y un consulado general en Ciudad Ho Chi Minh. - Vietnam cuenta con una embajada en Yakarta. |

### África
| País          | Inicio de las relaciones formales | Nota |
| ------------- | --------------------------------- | --- |
| Angola        | 7 de agosto de 2001               | - Ambos países establecieron relaciones diplomáticas el 7 de agosto de 2001. - Indonesia apoyó la lucha de Angola contra el apartheid en Sudáfrica y defendió su integridad territorial frente a movimientos separatistas. - Angola respaldó la soberanía de Indonesia sobre Timor Oriental y sus reclamaciones territoriales en el mar de la China Meridional. - Indonesia está acreditada ante Angola desde su embajada en Windhoek (Namibia). - Angola estableció una embajada en Yakarta en agosto de 2023. |
| Argelia       | 1963                              | - La relación entre ambos países se basa principalmente en la solidaridad religiosa común y en el sentimiento anticolonial, ya que Indonesia y Argelia son naciones con mayoría musulmana que en su momento estuvieron sometidas al colonialismo. - Argelia reconoció el papel de Indonesia en el apoyo a su país tras la independencia de 1962. - Ambos países acordaron ampliar la cooperación y fortalecer sus relaciones. - Argelia tiene una embajada en Yakarta, acreditada también ante Singapur y Brunéi Darussalam, mientras que Indonesia cuenta con una embajada en Argel. - Ambos son miembros del Movimiento de Países No Alineados, el Grupo de los 77 y la Organización para la Cooperación Islámica. |
| Botsuana      | 28 de marzo de 2012               | - Ambos países iniciaron relaciones diplomáticas el 28 de marzo de 2012. - Botsuana está representada en Indonesia por su embajada en Canberra (Australia). - Indonesia está representada en Botsuana por su embajada en Pretoria (Sudáfrica). |
| Camerún       | 16 de junio de 1992               | - Las relaciones diplomáticas entre ambos países se establecieron el 16 de junio de 1992. - Indonesia cuenta con una embajada en Yaundé, operativa desde 2024. - Ambos países son miembros del Grupo de los 77 y del Movimiento de Países No Alineados. |
| Egipto        | 1947                              | - El Ministerio de Asuntos Exteriores de Egipto reconoció oficialmente a la Jam'iyya Istiqlâl Indonesia el 22 de marzo de 1946 como representante del gobierno republicano autoproclamado de Indonesia. - El 10 de junio de 1947, el primer ministro de Egipto y el Ministerio de Asuntos Exteriores de Indonesia firmaron el Tratado de Amistad y Cordialidad, marcando el inicio de las relaciones diplomáticas. - Indonesia tiene una embajada en El Cairo y Egipto cuenta con una embajada en Yakarta desde el 25 de febrero de 1950. - Gamel Abdel Nasser de Egipto y Sukarno de Indonesia fueron dos de los cinco fundadores del Movimiento de Países No Alineados. - Ambos países forman parte de la Organización para la Cooperación Islámica, el Movimiento de Países No Alineados y las G20 de países en desarrollo. |
| Etiopía       | 1961                              | - Las relaciones diplomáticas entre ambos países se establecieron en 1961, seguidas por la apertura de la embajada indonesia en Adís Abeba en 1964. - Etiopía tiene una embajada en Yakarta. |
| Kenia         | 1979                              | - Indonesia cuenta con una embajada en Nairobi, acreditada también ante Mauricio, Seychelles y Uganda, mientras que Kenia estableció una embajada en Yakarta en 2022. - Ambos países colaboran en organizaciones multilaterales como la Organización Mundial del Comercio, la Cooperación Regional del Océano Índico y el Movimiento de Países No Alineados. |
| Liberia       | 1965                              | - Las relaciones diplomáticas se establecieron oficialmente en 1965, aunque no fue hasta 2013 cuando los líderes de ambos países se visitaron mutuamente para fortalecer la cooperación. |
| Libia         | 17 de octubre de 1991             | - Ambos países iniciaron relaciones diplomáticas el 17 de octubre de 1991. - Indonesia tiene una embajada en Trípoli y Libia cuenta con una embajada en Yakarta. - Ambos son miembros de la Organización para la Cooperación Islámica y el Movimiento de Países No Alineados. |
| Madagascar    | 13 de diciembre de 1974           | - Los antepasados de los malgaches procedían de Indonesia y cruzaron el océano Índico a entre los siglos VIII y IX d. C. - Indonesia tiene una embajada en Antananarivo, mientras que Madagascar aún no ha establecido una embajada en Yakarta. - El malgache y el indonesio comparten palabras similares, como mano: ˈtananə (malgache), tangan (indonesio); piel: ˈhulitse (malgache), kulit (indonesio); blanco: ˈfuti (malgache), putih (indonesio). |
| Marruecos     | 1960                              | - Indonesia y Marruecos comparten similitudes como países con mayoría musulmana. - Marruecos elogió a Indonesia como una nación democrática sólida y destacó que ambos enfrentan desafíos comunes como el separatismo y el terrorismo. - Las relaciones diplomáticas se establecieron en 1960. Indonesia tiene una embajada en Rabat y Marruecos cuenta con una embajada en Yakarta. - Ambos son miembros de la Organización Mundial del Comercio, el Movimiento de Países No Alineados y la Organización para la Cooperación Islámica. |
| Mauritania    | 27 de septiembre de 2011          | - Mauritania cuenta con una embajada en Yakarta, inaugurada en 2020. - Indonesia está representada en Mauritania por su embajada en Rabat (Marruecos). - Ambos países son miembros plenos de la Organización para la Cooperación Islámica. |
| Mozambique    | 4 de octubre de 1991              | - Indonesia tiene una embajada en Maputo, acreditada también ante Malaui. Mozambique mantiene una embajada en Yakarta, que también atiende a Malasia, Timor Oriental, Filipinas, Singapur y Tailandia. - Ambos países firmaron un acuerdo comercial preferencial en 2019. |
| Namibia       | 1991                              | - Indonesia cuenta con una embajada en Windhoek. - Namibia está acreditada ante Indonesia desde su alta comisión en Kuala Lumpur (Malasia). |
| Nigeria       | 5 de marzo de 1965                | Las relaciones diplomáticas entre ambos países se establecieron el 5 de marzo de 1965. - Indonesia tiene una embajada en Abuya y Nigeria cuenta con una embajada en Yakarta. - Ambos son miembros de la Organización para la Cooperación Islámica, el Movimiento de Países No Alineados, las G20 de países en desarrollo y los Próximos Once. |
| Ruanda        | 16 de enero de 1984               | - Ambos países establecieron relaciones diplomáticas el 16 de enero de 1984. - Ruanda abrió una embajada en Yakarta el 6 de junio de 2024. - Indonesia tiene una embajada no residente en Dar es-Salam. |
| Senegal       | 3 de octubre de 1980              | - Las relaciones diplomáticas entre ambos países se iniciaron el 3 de octubre de 1980. - Indonesia reconoce el potencial de Senegal como puerta de entrada al mercado de África Occidental. - Indonesia abrió una embajada en Dakar desde 1982. - La embajada de Senegal en Kuala Lumpur está acreditada ante Indonesia. - Ambos países son miembros de la Organización para la Cooperación Islámica y el Movimiento de Países No Alineados. |
| Sudáfrica     | 12 de agosto de 1994              | - Las relaciones diplomáticas entre ambos países se establecieron el 12 de agosto de 1994. - Indonesia tiene una embajada en Pretoria y Sudáfrica cuenta con una embajada en Yakarta. - Ambos son miembros del G20, el Movimiento de Países No Alineados, la Cooperación Regional del Océano Índico y las G20 de países en desarrollo. |
| Sudán         | 10 de marzo de 1957               | - Durante la visita del ministro de Asuntos Exteriores sudanés Ali Karti a Yakarta en febrero de 2012, ambos países acordaron fomentar las relaciones bilaterales en política, ciencia, educación y sectores económicos. - Indonesia tiene una embajada en Jartum. - Sudán cuenta con una embajada en Yakarta. - Ambos países tienen una población de mayoría musulmana y son miembros de la Organización para la Cooperación Islámica y el Movimiento de Países No Alineados. |
| Sudán del Sur | 20 de septiembre de 2022          | - Las relaciones diplomáticas entre ambos países se establecieron el 20 de septiembre de 2022. - Indonesia reconoció a Sudán del Sur el 12 de julio de 2011. |
| Tanzania      | 25 de enero de 1964               | - Las relaciones entre Indonesia y Tanzania se centran principalmente en el sector agrícola, donde Indonesia ofrece formación a agricultores tanzanos.< - Indonesia tiene una embajada en Dar es-Salam, mientras que Tanzania cuenta con una embajada en Yakarta. - Ambos países son miembros de organizaciones multilaterales como la Organización Mundial del Comercio, el Grupo de los 77 y el Movimiento de Países No Alineados. |
| Túnez         | 1960                              | - Túnez e Indonesia son socios en el desarrollo de capacidades y la promoción de la democracia. - Indonesia elogia a Túnez como un ejemplo destacado de transición democrática en el Mundo árabe. - Las relaciones diplomáticas se remontan a la década de 1950, cuando Indonesia apoyó la independencia de Túnez frente a Francia. - Indonesia tiene una embajada en Túnez, mientras que Túnez cuenta con una embajada en Yakarta. - Ambos países son miembros de la Organización para la Cooperación Islámica y el Movimiento de Países No Alineados. |
| Zimbabue      | 14 de agosto de 1986              | - Las relaciones diplomáticas entre ambos países se establecieron el 14 de agosto de 1986. - Ambas naciones firmaron un memorando de entendimiento para establecer una comisión conjunta sobre comercio e inversión en mayo de 2011. - Indonesia tiene una embajada en Harare. - Zimbabue cuenta con una embajada en Yakarta. |

### América
| País           | Inicio de las relaciones formales | Nota |
| -------------- | --------------------------------- | --- |
| Argentina      | 30 de julio de 1956               | - Desde el establecimiento de relaciones diplomáticas en 1956, los lazos bilaterales entre Argentina e Indonesia han adquirido un carácter cada vez más estratégico. - Indonesia respalda a Argentina en la cuestión de las Malvinas. - Argentina cuenta con una embajada en Yakarta, mientras que Indonesia tiene una embajada en Buenos Aires. - Ambos países son miembros del Grupo de los 77, las G20 grandes economías, el G20 de países en desarrollo y el Foro de Cooperación de Asia Oriental y América Latina. - Indonesia es el segundo mayor destino de las exportaciones argentinas a Asia después de China, y el principal en el sudeste asiático. Por su parte, Argentina es el segundo mayor importador sudamericano de productos indonesios, detrás de Brasil. |
| Brasil         | Marzo de 1950                     | - Brasil e Indonesia poseen las selvas tropicales más extensas del mundo, las cuales albergan la biodiversidad más rica del planeta, otorgándoles un papel clave en temas ambientales globales, como la protección de los bosques tropicales. - Ambos países lideran la lista de países megadiversos, con Indonesia en segundo lugar, solo detrás de Brasil. - Brasil busca ampliar su cooperación con Indonesia en áreas como la agricultura y la industria de alta tecnología. - Ambos son miembros de la Organización Mundial del Comercio, el Foro de Cooperación de Asia Oriental y América Latina y las G20 grandes economías. - Se espera que, para el primer cuarto del siglo XXI, ambos países emerjan como potencias globales en ascenso. |
| Canadá         | 9 de octubre de 1952              | - Canadá tiene una embajada en Yakarta (World Trade Centre I). - Indonesia cuenta con una embajada en Ottawa (55 Parkdale Avenue) y consulados generales en Toronto (129 Jarvis Street) y Vancouver (1630 Alberni Street). - Ambos países son miembros plenos de las G20 grandes economías, el Grupo de Cairns y la Cooperación Económica Asia-Pacífico. |
| Chile          | 29 de septiembre de 1965          | - Chile tiene una embajada en Yakarta. - Indonesia cuenta con una embajada en Santiago. |
| Colombia       | 15 de septiembre de 1980          | - Colombia tiene una embajada en Yakarta. - Indonesia cuenta con una embajada en Bogotá. - Ambos países son miembros de CIVETS, el Grupo de Cairns y el Foro de Cooperación de Asia Oriental y América Latina. |
| Cuba           | 1960                              | - Durante la administración de Sukarno en la década de 1960, Indonesia y Cuba disfrutaron de una relación excepcionalmente cercana. - Las relaciones entre ambos países se han centrado principalmente en los ámbitos del deporte y la salud. - Cuba tiene una embajada en Yakarta, mientras que Indonesia cuenta con una embajada en La Habana, acreditada también ante el Mancomunidad de las Bahamas, la República Dominicana, Haití y Jamaica. - Indonesia apoya a Cuba en la disputa de la Bahía de Guantánamo. - Ambos países son miembros plenos del Grupo de los 77, el Movimiento de Países No Alineados y el Foro de Cooperación de Asia Oriental y América Latina. |
| Ecuador        | 29 de abril de 1980               | - Ecuador tiene una embajada en Yakarta. - Indonesia inauguró una embajada en Quito el 11 de noviembre de 2010. - Ambos países son miembros del Foro de Cooperación de Asia Oriental y América Latina y el Movimiento de Países No Alineados. |
| Estados Unidos | 1949                              | Estados Unidos tiene importantes intereses económicos, comerciales y de seguridad en Indonesia. Este país sigue siendo un pilar de la seguridad regional debido a su ubicación estratégica en varios estrechos marítimos internacionales clave, especialmente el Estrecho de Malaca. Las relaciones entre Indonesia y Estados Unidos son positivas y han avanzado desde la elección del presidente Yudhoyono en octubre de 2004. Estados Unidos desempeñó un papel en la independencia indonesia a finales de la década de 1940 y valoró su rol como bastión anticomunista durante la Guerra Fría. Hoy se mantienen relaciones de cooperación, aunque no existen tratados formales de seguridad que vinculen a ambos países. Estados Unidos e Indonesia comparten el objetivo común de preservar la paz, la seguridad y la estabilidad en la región, participando en un diálogo sobre amenazas a la seguridad regional. La cooperación en la lucha contra el terrorismo ha aumentado desde 2002, tras ataques terroristas en Bali (octubre de 2002 y octubre de 2005), Yakarta (agosto de 2003 y septiembre de 2004) y otras ubicaciones regionales, que evidenciaron la presencia de organizaciones terroristas, principalmente Yemaa Islamiya, en Indonesia. Estados Unidos ha acogido con satisfacción las contribuciones de Indonesia a la seguridad regional, especialmente su liderazgo en la restauración de la democracia en Camboya y en la mediación de disputas territoriales en el mar de la China Meridional.⇒ |
| México         | 1953                              | Las relaciones diplomáticas entre ambas naciones se establecieron oficialmente en 1953. - Indonesia tiene una embajada en la Ciudad de México. - México cuenta con una embajada en Yakarta. - Ambos países consideran a su contraparte como socios estratégicos en sus respectivas regiones. - Son socios en organizaciones multilaterales como la Organización Mundial del Comercio, el Foro de Cooperación de Asia Oriental y América Latina, la Cooperación Económica Asia-Pacífico y las G20. |
| Panamá         | 27 de marzo de 1979               | - Indonesia reconoce la importancia estratégica y geográfica de Panamá como puerta de entrada a Centroamérica y la región del Caribe, mientras que Panamá valora la relevancia estratégica de Indonesia en la Asociación de Naciones de Asia Sudoriental. - Panamá tiene una embajada en Yakarta. - Indonesia cuenta con una embajada en la Ciudad de Panamá. - Ambos países son miembros del Foro de Cooperación de Asia Oriental y América Latina. |
| Perú           | 12 de agosto de 1975              | - Ambas naciones se consideran mutuamente mercados atractivos con buenas perspectivas y potenciales, buscando fortalecer sus relaciones comerciales. - Indonesia tiene una embajada en Lima. - Perú cuenta con una embajada en Yakarta. |
| Surinam        | 24 de enero de 1976               | - Indonesia y Surinam mantienen una relación especial, basada en su historia común como antiguas colonias del Imperio neerlandés. - Un gran número de javanenses migró a Surinam para trabajar en plantaciones durante finales del siglo XIX y principios del XX. - Indonesia tiene una embajada en Paramaribo. - Surinam cuenta con una embajada en Yakarta. - Ambos países se han comprometido a expandir y mejorar sus relaciones en comercio, agricultura y cultura. - Son socios en organizaciones multilaterales como la Organización Mundial del Comercio y el Foro de Cooperación de Asia Oriental y América Latina. |
| Venezuela      | 9 de octubre de 1959              | - Desde el establecimiento de relaciones diplomáticas en 1959, Indonesia y Venezuela han disfrutado de lazos amistosos. - Indonesia apoya a Venezuela en la Disputa territorial Guyana-Venezuela. - Ambos países acordaron expandir sus relaciones comerciales y de inversión, especialmente en los sectores de turismo, tecnología, químicos y gas natural. - Indonesia tiene una embajada en Caracas, mientras que Venezuela cuenta con una embajada en Yakarta. - Ambos son socios en organizaciones multilaterales como la Organización Mundial del Comercio, el Movimiento de Países No Alineados y el Foro de Cooperación de Asia Oriental y América Latina. |

### Asia
| País                                                | Inicio de las relaciones formales | Nota |
| --------------------------------------------------- | --------------------------------- | --- |
| Afganistán                                          | 20 de mayo de 1950                | - Afganistán cuenta con una embajada en Yakarta. - Indonesia reabrió su embajada en Kabul el 14 de febrero de 2022. A pesar de esta reapertura, el gobierno indonesio continúa sin reconocer al gobierno talibán. - En enero de 2018, el presidente indonesio Joko Widodo visitó Afganistán. |
| Arabia Saudita                                      | 1950                              | - Arabia Saudita tiene una embajada en Yakarta, mientras que Indonesia cuenta con una embajada en Riad y un consulado general en Yeda. - Ambos países son miembros de la Organización para la Cooperación Islámica y del G20. - Indonesia envía la mayor cantidad de peregrinos al Hach entre los países de mayoría musulmana. - El balance comercial favorece ampliamente a Arabia Saudita debido a sus exportaciones de petróleo y gas a Indonesia. - El abuso a trabajadores migrantes y las condenas a muerte enfrentadas por trabajadores indonesios en Arabia Saudita son los principales problemas que han tensado las relaciones diplomáticas entre ambos países. |
| Bangladesh                                          | 1 de mayo de 1972                 | - Indonesia alberga la mayor población musulmana del mundo, mientras que Bangladés es el cuarto país musulmán más grande. Ambos son socios en la Organización para la Cooperación Islámica, la Cooperación Regional del Océano Índico y los 8 Países en Desarrollo. Bangladés tiene una embajada en Yakarta, y Indonesia cuenta con una embajada en Daca. Desde el establecimiento de relaciones bilaterales en 1972, ambos países mantienen una relación cordial y amistosa. |
| Baréin                                              | 23 de julio de 1984               | - Baréin considera a Indonesia un mercado clave en la Asociación de Naciones de Asia Sudoriental, mientras que Indonesia ve a Baréin como una puerta de entrada a las naciones del Consejo de Cooperación para los Estados Árabes del Golfo. - Baréin tiene una embajada en Yakarta. - Indonesia mantiene una embajada en Manama. |
| Catar                                               | 1976                              | - Catar tiene una embajada en Yakarta. - Indonesia cuenta con una embajada en Doha. - Ambos países han firmado varios memorandos de entendimiento en áreas como transporte aéreo, turismo y cooperación agrícola. |
| China                                               | 13 de abril de 1950               | - China e Indonesia establecieron relaciones diplomáticas el 13 de abril de 1950, las cuales se suspendieron el 30 de octubre de 1967 debido al evento del 30 de septiembre de 1965. Indonesia también respalda a China en la disputa por las islas Diaoyu (Senkaku). - Las relaciones bilaterales comenzaron a mejorar en la década de 1980. El ministro de Relaciones Exteriores chino Qian Qichen se reunió con el presidente Suharto y el ministro de Estado Moerdiono de Indonesia en 1989 para discutir la reanudación de las relaciones diplomáticas. En diciembre de 1989, ambas partes firmaron las Actas sobre la normalización de las relaciones bilaterales. En julio de 1990, el ministro de Relaciones Exteriores indonesio Ali Alatas visitó China, y se emitieron el Acuerdo sobre la Solución de la Deuda de Indonesia hacia China y el Comunicado sobre la Reanudación de Relaciones Diplomáticas. - El premier Li Peng visitó Indonesia el 6 de agosto de 1990, expresando junto con Suharto la voluntad de mejorar las relaciones basándose en los Cinco Principios de Coexistencia Pacífica y los Diez Principios de la Conferencia de Bandung. El 8 de agosto de 1990, los ministros de Relaciones Exteriores de ambos países firmaron un Memorando de Entendimiento para reanudar las relaciones diplomáticas, anunciadas ese mismo día. - Ambos países son miembros del G20 y de la Cooperación Económica Asia-Pacífico. |
| Corea del Norte                                     | 16 de abril de 1964               | Indonesia es uno de los pocos países que aún mantiene relaciones cordiales con Corea del Norte, a pesar de las sanciones internacionales y el aislamiento por los abusos a los derechos humanos y el programa nuclear. Indonesia sigue una política exterior "libre y activa", lo que le permite mantener amistad con ambas Coreas. Las relaciones datan de la era de Sukarno y Kim Il-sung en la década de 1960. Indonesia tiene una embajada en Pionyang, y Corea del Norte cuenta con una embajada en Yakarta. Ambos son miembros del Movimiento de Países No Alineados. Según una encuesta de 2014 del BBC World Service, el 28% de los indonesios ve la influencia de Corea del Norte positivamente, mientras que el 44% tiene una visión negativa, mostrando un deterioro respecto al año anterior, cuando el 42% la veía positivamente y el 29% negativamente. |
| Corea del Sur                                       | 17 de septiembre de 1973          | - Indonesia tiene una embajada en Seúl. - Corea del Sur cuenta con una embajada en Yakarta y un consulado en Denpasar. - El volumen del comercio bilateral entre ambas naciones asciende a 14,880 millones de dólares estadounidenses. - Ambos países han invertido en proyectos conjuntos de desarrollo militar, como el caza KFX/IFX. - La empresa surcoreana Daewoo Shipbuilding and Marine Engineering (DSME) está en negociaciones finales para suministrar a Indonesia tres submarinos Tipo-209, en el mayor acuerdo bilateral de defensa valorado en 1,100 millones de dólares. - Numerosas actuaciones de K-pop, como SMTown Live World Tour III y Music Bank World Tour, se han realizado en Indonesia. - Comercio en monedas nacionales y alejamiento del dólar estadounidense. - Ambos países son miembros del G20 y de la Cooperación Económica Asia-Pacífico. |
| Emiratos Árabes Unidos                              | 1976                              | - Las relaciones diplomáticas entre Indonesia y los Emiratos Árabes Unidos son importantes porque ambos comparten la solidaridad como países de mayoría musulmana y reconocen el rol clave del otro en la región. - Desde el establecimiento de relaciones en 1976, ambos países disfrutan de una relación amistosa y cordial. - Indonesia tiene una embajada en Abu Dabi, mientras que los Emiratos Árabes Unidos cuentan con una embajada en Yakarta. - Ambos son socios en organizaciones multilaterales como la Organización Mundial del Comercio, el Movimiento de Países No Alineados y la Organización para la Cooperación Islámica. - Indonesia utiliza a los Emiratos Árabes Unidos como puerta principal al mercado del Golfo y Oriente Medio; las exportaciones de Indonesia a los EAU son las mayores en la región. - El gobierno indonesio ha establecido una oficina de representación comercial y de inversión para promover sus productos en los Emiratos Árabes Unidos y toda la región de Oriente Medio. |
| Hong Kong (Región Administrativa Especial de China) |                                   | - Indonesia tiene un consulado general en Hong Kong, ubicado en Causeway Bay. - La Oficina Económica y Comercial de Hong Kong en Yakarta representa a Hong Kong en Indonesia. - Se han firmado un memorando de entendimiento sobre cooperación cultural y una declaración conjunta sobre cooperación laboral entre ambos gobiernos. |
| India                                               | 2 de febrero de 1949              | - India e Indonesia son miembros fundadores del Movimiento de Países No Alineados. - India apoyó la independencia de Indonesia, y Nehru planteó la cuestión indonesia en el Consejo de Seguridad de las Naciones Unidas. - Indonesia considera a India un "primo lejano" y compañero en la lucha contra el colonialismo. El presidente indonesio Sukarno abogó por "intensificar las cordiales relaciones" existentes "durante más de 1,000 años", cristalizadas en el Tratado de Amistad de marzo de 1951. - Ambos países firmaron tres acuerdos de seguridad en 1956, 1958 y 1960. - India proporcionó asistencia militar a Indonesia en su campaña contrainsurgente en la década de 1950. - Como parte de la Política de atender al Este de India, ambos países firmaron el Acuerdo de Asociación Estratégica India-Indonesia de 2005, un hito en su relación bilateral. - India apoya y entrena a la Fuerza Aérea de Indonesia con sus cazas Sukhoi y pilotos. - India tiene una embajada en Yakarta, y Indonesia opera una embajada en Delhi. |
| Irak                                                | 1950                              | - Indonesia e Irak comparten similitudes como países de mayoría musulmana y experiencias en reconstrucción y desarrollo. Indonesia tiene una embajada en Bagdad, mientras que Irak cuenta con una embajada en Yakarta. Ambos son socios en organizaciones multilaterales como la Organización Mundial del Comercio, el Movimiento de Países No Alineados y la Organización para la Cooperación Islámica. - Las relaciones diplomáticas se establecieron en 1950 y han firmado alrededor de 15 acuerdos para fortalecer los lazos bilaterales. Indonesia mantuvo su embajada en Bagdad durante varias crisis, como la Guerra Irán-Irak en la década de 1980. Sin embargo, durante el apogeo de la guerra de Irak, Indonesia cerró temporalmente su embajada en Bagdad en 2003, reabriéndola en junio de 2011. - En 2003, el gobierno y el pueblo indonesio protestaron contra la campaña militar liderada por Estados Unidos en Bagdad. Más de 50,000 indonesios se manifestaron en las calles de Yakarta el 9 de febrero de 2003 contra la amenaza de acción militar estadounidense en Irak. Tras el fin de la guerra y la reapertura de la embajada en 2011, las relaciones bilaterales se han desarrollado rápidamente. Irak invitó a empresas indonesias a participar en su reconstrucción. - Tradicionalmente, Indonesia ve a Irak como una fuente de recursos energéticos, como petróleo y gas. Los iraquíes conocen productos indonesios exportados como neumáticos, jabones, especias, muebles, carbón, ropa, aceite de palma, calzado, papel, automóviles, caucho y electrónicos. |
| Irán                                                | 1950                              | - Indonesia e Irán son países de mayoría musulmana, a pesar de sus diferencias en orientación religiosa. Indonesia tiene la mayor población suní del mundo, mientras que Irán es predominantemente chiita. - Como países islámicos con algunas de las mayores poblaciones musulmanas del mundo, Irán e Indonesia se consideran responsables de promover el islam como una religión pacífica. Las relaciones diplomáticas se establecieron en 1950. Indonesia tiene una embajada en Teherán, y Irán cuenta con una embajada en Yakarta. Ambos son miembros plenos de la Organización Mundial del Comercio, el Movimiento de Países No Alineados, la Organización para la Cooperación Islámica y los 8 Países en Desarrollo. - Yakarta se ha ofrecido a mediar en la disputa nuclear iraní, manteniendo buenas relaciones tanto con Irán y otros países de Oriente Medio como con Occidente. |
| Israel                                              | Relaciones informales             | - Ambos países no mantienen lazos diplomáticos formales, aunque sostienen relaciones limitadas en comercio, turismo y seguridad. - En 2005, Indonesia afirmó que establecer relaciones diplomáticas plenas con Israel solo será posible tras alcanzar la paz con Palestina. - En 2008, Indonesia firmó un acuerdo de cooperación médica con el servicio nacional de emergencias médicas de Israel por valor de 200,000 dólares estadounidenses. |
| Japón                                               | 20 de enero de 1958               | - A pesar de haber sido invadida por Japón en la Segunda Guerra Mundial, Indonesia mantiene relaciones amistosas con Japón. - Indonesia tiene una embajada en Tokio y un consulado en Osaka. Japón cuenta con una embajada en Yakarta y consulados en Medan, Denpasar, Surabaya y Macasar. - Japón es el mayor socio exportador de Indonesia. - Ambos países son miembros del G20 y de la Cooperación Económica Asia-Pacífico. |
| Jordania                                            | 1950                              | - Jordania e Indonesia suelen compartir posturas similares sobre temas de Oriente Medio, como el conflicto sirio y el conflicto israelí-palestino. - Indonesia es actualmente el mayor socio comercial de Jordania en la Asociación de Naciones de Asia Sudoriental. - Jordania tiene una embajada en Yakarta, mientras que Indonesia cuenta con una embajada en Amán que también está acreditada ante Palestina. - Ambos países son miembros de la Organización para la Cooperación Islámica y el Movimiento de Países No Alineados. - Jordania sirve como puerta de entrada para los peregrinos musulmanes y cristianos indonesios que desean visitar los sitios sagrados en Israel y Palestina. |
| Kazajistán                                          | 2 de junio de 1993                | - Las relaciones comenzaron con el reconocimiento de Indonesia a la independencia de la República de Kazajistán el 16 de diciembre de 1991. - Indonesia tiene una embajada en Astaná. - Kazajistán cuenta con una embajada en Yakarta. - Ambos países son miembros del Diálogo de Cooperación de Asiática y la Organización para la Cooperación Islámica. |
| Kuwait                                              | 28 de febrero de 1968             | - Kuwait tiene una embajada en Yakarta. - Indonesia cuenta con una embajada en la Ciudad de Kuwait. - Las relaciones se centran en los sectores económico y comercial, especialmente en energía (petróleo) y recursos humanos (trabajadores migrantes). |
| Líbano                                              | 1950                              | - Líbano tiene una embajada en Yakarta. - Indonesia cuenta con una embajada en Beirut. - Ambos países son miembros de la Organización para la Cooperación Islámica y el Movimiento de Países No Alineados. |
| Mongolia                                            | 22 de diciembre de 1956           | - Indonesia y Mongolia establecieron relaciones diplomáticas en 1956. - Mongolia planea establecer un Centro de Estudios Indonesios en la Universidad Nacional de Mongolia. Esta institución servirá como centro de aprendizaje para estudiantes, profesores y ciudadanos mongoles interesados en diversos aspectos de los estudios indonesios, como idioma, cultura, historia, política y economía. - La embajada de Mongolia en Bangkok está acreditada ante Indonesia. - Indonesia está acreditada ante Mongolia desde su embajada en Pekín, China. |
| Nepal                                               | 25 de diciembre de 1960           | - Desde el establecimiento de relaciones diplomáticas en 1960, ambos países disfrutan de una relación amistosa y cordial, aunque no han establecido embajadas en las capitales del otro. Indonesia tiene un consulado honorario en Katmandú, y su embajada en Daca, Bangladés, también está acreditada ante Nepal. Nepal, por su parte, acredita su embajada en Kuala Lumpur (Malasia) ante Indonesia. Ambos países comparten proximidades culturales y opiniones similares sobre asuntos internacionales. Son socios y miembros fundadores del Movimiento de Países No Alineados. |
| Omán                                                | 1978                              | - Omán tiene una embajada en Yakarta. - Indonesia cuenta con una embajada en Mascate que también está acreditada ante Yemen. - Ambos son países de mayoría musulmana y comparten el compromiso de buscar la paz y la prosperidad global. |
| Pakistán                                            | 17 de agosto de 1949              | - Indonesia tiene una embajada en Islamabad y un consulado en Karachi. - Pakistán cuenta con una embajada en Yakarta y un consulado en Medan. - Ambos son miembros de los 8 Países en Desarrollo, los Próximos Once (N-11), el Movimiento de Países No Alineados y la Organización para la Cooperación Islámica. - El comercio bilateral asciende actualmente a 800 millones de dólares, pero ambos países buscan elevarlo a 2,000 millones. - Existe un acuerdo comercial preferencial vigente desde 2013. |
| Palestina                                           | 19 de octubre de 1989             | - Indonesia tiene una embajada no residente en Amán. - Palestina cuenta con una embajada en Yakarta. |
| Siria                                               | 1949                              | - Ambos países establecieron relaciones diplomáticas en 1949. - Siria tiene una embajada en Yakarta. - Indonesia cuenta con una embajada en Damasco. - En 2019, aproximadamente 12,904 indonesios residían en Siria. - Ambos son miembros del Movimiento de Países No Alineados y el Grupo de los 77. |
| Sri Lanka                                           | 6 de agosto de 1952               | - Indonesia y Sri Lanka son fundadores del Movimiento de Países No Alineados. - Desde el establecimiento de relaciones diplomáticas en 1952, ambos países disfrutan de una relación cordial y amistosa. - Indonesia tiene una embajada en Colombo, mientras que Sri Lanka cuenta con una embajada en Yakarta. - Ambos son miembros del Grupo de los 77 y la Cooperación Regional del Océano Índico. |
| Taiwán                                              | Relaciones informales             | - Indonesia y Taiwán (ROC) no mantienen relaciones diplomáticas, solo una relación no oficial. - A pesar de las limitaciones geopolíticas, las relaciones entre ambos han florecido con el tiempo, y las oportunidades para ampliarlas y profundizarlas han crecido. - En 2020, alrededor de 300000 indonesios residían en Taiwán. - Indonesia tiene una Oficina Económica y Comercial en Taipéi. - Taiwán cuenta con una Oficina Económica y Comercial en Yakarta. |
| Timor Oriental                                      | 2 de julio de 2002                | - Timor Oriental e Indonesia comparten la isla de Timor. Indonesia invadió la antigua colonia portuguesa en 1975 y la anexó en 1976, manteniendo a Timor Oriental como su 27ª provincia hasta un referéndum patrocinado por las Naciones Unidas en 1999, en el que el pueblo de Timor Oriental eligió la independencia. Tras una administración interina de las Naciones Unidas, Timor Oriental logró su independencia en 2002. - A pesar del pasado traumático, las relaciones con Indonesia son muy buenas. Indonesia es, con diferencia, el mayor socio comercial de Timor Oriental (aproximadamente el 50% de las importaciones en 2005) y está aumentando constantemente su participación. - Entre los problemas pendientes se incluyen las reuniones del Comité de Fronteras Indonesia-Timor Oriental para delimitar la frontera terrestre, y la búsqueda de una solución para los refugiados timorenses en Indonesia. |
| Turquía                                             | 1950                              | - Indonesia tiene una embajada en Ankara y un consulado general en Estambul. - Turquía cuenta con una embajada en Yakarta. - Ambos países son miembros de los 8 Países en Desarrollo, G20, MIKTA, Organización para la Cooperación Islámica y la Organización Mundial del Comercio. - El volumen comercial entre ambos países fue de 1,850 millones de dólares estadounidenses en 2019 (exportaciones/importaciones de Indonesia: 1,640/0,210 mil millones de USD). - 2,400 ciudadanos indonesios residen en Turquía. |
| Uzbekistán                                          | 23 de junio de 1992               | - El 28 de diciembre de 1991, Indonesia reconoció la independencia de la República de Uzbekistán tras la disolución de la Unión Soviética. - Uzbekistán reconoce la importancia estratégica de Indonesia, el país con la mayor población musulmana del mundo y la mayor economía del Sudeste Asiático. - Indonesia ve a Uzbekistán como una puerta estratégica hacia Asia Central, una economía en crecimiento y un mercado potencial. - Indonesia tiene una embajada en Taskent. - Uzbekistán cuenta con una embajada en Yakarta. - Ambos son miembros de la Organización para la Cooperación Islámica y el Movimiento de Países No Alineados. |
| Yemen                                               | 21 de abril de 1962               | - Ambos países comparten similitudes como países de mayoría musulmana, con proximidades culturales y visiones similares sobre asuntos internacionales. Son miembros del Movimiento de Países No Alineados y la Organización para la Cooperación Islámica. - El islam llegó a Indonesia a través de comerciantes yemeníes; los indígenas, gobernados por reyes hindúes, se convirtieron al observar la modestia de los yemeníes, y el islam se expandió mediante el comercio en el archipiélago de Nusantara. - Indonesia está representada en Yemen a través de su embajada en Mascate (Omán). - Yemen tiene una embajada en Yakarta. |

### Europa
| País                             | Inicio de las relaciones formales           | Nota |
| -------------------------------- | ------------------------------------------- | --- |
| Alemania                         | 25 de junio de 1952                         | - Indonesia y Alemania han disfrutado tradicionalmente de relaciones buenas, intensivas y amplias. - Alemania e Indonesia, como los miembros más grandes de la Unión Europea y la Asociación de Naciones de Asia Sudoriental, respectivamente, comparten posiciones similares en muchos temas relacionados con el desarrollo de estas organizaciones regionales. - Indonesia tiene una embajada en Berlín. - Alemania cuenta con una embajada en Yakarta. |
| Armenia                          | 22 de septiembre de 1992                    | - Ambos países establecieron relaciones diplomáticas el 22 de septiembre de 1992. - Armenia tiene una embajada en Yakarta. - Indonesia cuenta con un embajador no residente en Kiev, Ucrania, acreditado también para Armenia,y un consulado honorario en Ereván. |
| Austria                          | 1954                                        | - Las relaciones bilaterales entre Austria e Indonesia se establecieron oficialmente en 1954. - Austria considera a Indonesia un socio estable y confiable, y ambos países mantienen excelentes relaciones. - Ambos países han acordado ampliar sus relaciones en áreas como negocios, comercio e inversión, turismo, cultura, medio ambiente y tecnología verde. - Austria tiene una embajada en Yakarta, mientras que Indonesia mantiene una embajada en Viena, acreditada también para Eslovenia y las siguientes organizaciones multilaterales: Organismo Internacional de Energía Atómica, Comisión Preparatoria de la Organización del Tratado de Prohibición Completa de los Ensayos Nucleares, ONUDD y UNOOSA. |
| Azerbaiyán                       | 24 de septiembre de 1992                    | - El 28 de septiembre de 1991, la República de Indonesia reconoció la independencia de la República de Azerbaiyán. - El 24 de septiembre de 1992, se establecieron relaciones diplomáticas entre ambos países. - Azerbaiyán tiene una embajada en Yakarta. - Indonesia cuenta con una embajada en Bakú. |
| Bélgica                          | 1949                                        | - Ambos países establecieron relaciones diplomáticas en 1949, siendo Bélgica uno de los primeros países europeos en reconocer a Indonesia. - Bélgica tiene una embajada en Yakarta. - Indonesia mantiene una embajada en Bruselas, acreditada también para Luxemburgo y la Unión Europea. |
| Bosnia y Hercegovina             | 11 de abril de 1994                         | - El apoyo de Indonesia a Bosnia y Herzegovina incluyó la recolección de donaciones, el envío de fuerzas de mantenimiento de la paz bajo las Naciones Unidas, y la construcción de la Mezquita Istiqlal en Sarajevo. - Bosnia y Herzegovina tiene una embajada en Yakarta. - Indonesia cuenta con una embajada en Sarajevo. |
| Bulgaria                         | 20 de septiembre de 1956                    | - Las relaciones diplomáticas comenzaron el 20 de septiembre de 1956. - Bulgaria tiene una embajada en Yakarta desde octubre de 1958. - Indonesia mantiene una embajada en Sofía desde 1960. |
| Chipre                           | 4 de diciembre de 1987                      | - Las relaciones diplomáticas se establecieron el 4 de diciembre de 1987. - Chipre reabrió su embajada en Yakarta en octubre de 2023. - Indonesia está representada en Chipre a través de su embajada en Roma, Italia. |
| Croacia                          | 3 de septiembre de 1992                     | - Croacia ve a Indonesia como una de las naciones más grandes e influyentes de la Asociación de Naciones de Asia Sudoriental, reconociendo su potencial como puerta de entrada a los mercados de la Asociación de Naciones de Asia Sudoriental. Por su parte, Indonesia reconoce el potencial de Croacia como una entrada estratégica a los Balcanes y al mercado de la Unión Europea. - Croacia tiene una embajada en Yakarta. - Indonesia cuenta con una embajada en Zagreb. - Ministerio de Asuntos Exteriores y de Integración Europea de Croacia: lista de tratados bilaterales con Indonesia |
| Dinamarca                        | 15 de febrero de 1950                       | - Dinamarca tiene una embajada en Yakarta. - Indonesia cuenta con una embajada en Copenhague. |
| Eslovaquia                       | 1 de enero de 1993                          | - Debido a los lazos cordiales y de larga data que se remontan a la administración del presidente Soekarno, Indonesia estuvo entre las primeras naciones en reconocer la independencia de la República Eslovaca. - Ambos países establecieron formalmente sus embajadas en sus respectivas capitales, Yakarta y Bratislava, en 1995. |
| España                           | Febrero de 1958                             | - España identifica a Indonesia como un aliado natural y ha nombrado a Indonesia como uno de sus países prioritarios en sus relaciones exteriores con la región asiática. - Indonesia apoya a España en la cuestión de Gibraltar. - Indonesia tiene una embajada en Madrid y consulados en Barcelona y Las Palmas, mientras que España cuenta con una embajada en Yakarta y un consulado en Denpasar (Bali). - La cooperación se ha ampliado a diversos campos, desde el comercio y la cultura hasta la educación y el sector de la tecnología de defensa. - Desde la década de 1980, España e Indonesia han emprendido una asociación estratégica en tecnología aeronáutica. La empresa española CASA y la indonesia IPTN (anteriormente conocida como Nurtanio) codesarrollaron y coprodujeron el avión de transporte mediano CASA/IPTN CN-235. |
| Finlandia                        | 6 de septiembre de 1954                     | - Finlandia reconoció la independencia de Indonesia el 10 de febrero de 1950. - Finlandia tiene una embajada en Yakarta y consulados honorarios en Denpasar y Medan. - Indonesia cuenta con una embajada en Helsinki. - Indonesia y Finlandia disfrutan de relaciones amistosas. - Finlandia desempeñó un papel clave en las negociaciones de paz para resolver la insurgencia en Aceh. |
| Francia                          | 2 de agosto de 1950                         | - Indonesia tiene una embajada en París. - Francia cuenta con una embajada en Yakarta. - Las relaciones entre Francia e Indonesia han mejorado recientemente, mientras que Indonesia se ha vuelto cada vez más estratégica para el gobierno y el pueblo de Francia. - Hay 110 empresas multinacionales francesas operando en Indonesia. - Las relaciones entre ambos países son importantes, ya que ambos son repúblicas democráticas con una influencia geopolítica significativa en sus regiones. - La relación diplomática entre Francia e Indonesia es también un elemento clave para desarrollar las relaciones entre Indonesia y la Unión Europea, y entre Francia y Asociación de Naciones de Asia Sudoriental. - Ambos países son miembros de las principales economías del G20. |
| Georgia                          | 25 de enero de 1993                         | - Ambos países establecieron relaciones diplomáticas el 25 de enero de 1993. - Georgia tiene una embajada en Yakarta. - Indonesia cuenta con un embajador no residente en Kiev, Ucrania, acreditado también para Georgia. |
| Grecia                           | 27 de diciembre de 1949                     | - Las relaciones diplomáticas comenzaron el 27 de diciembre de 1949. - Indonesia tiene una embajada en Atenas, inaugurada en 1994. - Grecia cuenta con una embajada en Yakarta, abierta en 1997. - Ministerio de Asuntos Exteriores de Grecia sobre las relaciones con Indonesia |
| Hungría                          | 1955                                        | - Las relaciones diplomáticas comenzaron en 1955. - Indonesia tiene una embajada en Budapest, inaugurada en 1960. - Hungría cuenta con una embajada en Yakarta, abierta en 1957, y cónsules honorarios en Bandung y Denpasar. |
| Irlanda                          | 4 de septiembre de 1984                     | - Irlanda tiene una embajada en Yakarta. - Indonesia está representada en Irlanda a través de su embajada en Londres y un consulado honorario en Dublín. |
| Islandia                         | 13 de junio de 1983                         | - Ambos países establecieron relaciones diplomáticas en 1983. - Islandia tiene una embajada no residente en Tokio. - Indonesia está representada en Islandia por su embajada en Oslo y un consulado honorario en Reikiavik. |
| Italia                           | 29 de diciembre de 1949                     | - Ambos países han mostrado un fuerte deseo de mejorar sus relaciones, especialmente en comprensión intercultural y comercio. - Indonesia reconoce la ubicación estratégica de Italia y su importante papel en la región del mar Mediterráneo, mientras que Italia ha favorecido las relaciones con Indonesia, considerándola líder en el Sudeste Asiático. - Las relaciones entre ambos países son cruciales no solo para conectar las comunidades regionales de la Unión Europea y la Asociación de Naciones de Asia Sudoriental, sino también como un diálogo intercultural e interreligioso vital. - Indonesia tiene una embajada en Roma. - Italia cuenta con una embajada en Yakarta. |
| Kosovo                           | No existen relaciones diplomáticas formales | - La reacción de Indonesia a la independencia de Kosovo ha sido mixta. Indonesia no reconoce la membresía de Kosovo en algunas organizaciones internacionales, incluido el Banco Mundial. |
| Mónaco                           | 17 de diciembre de 2010                     | - Debido a la similitud de los colores rojo y blanco en sus banderas, el gobierno monegasco solicitó a Indonesia que modificara su bandera durante el Congreso Hidrográfico Internacional el 29 de abril de 1952. - Indonesia tiene una embajada no residente en París. - Mónaco mantiene un consulado honorario en Yakarta. |
| Noruega                          | 25 de enero de 1950                         | - Ambos países acordaron establecer una asociación estratégica contra la pobreza y el cambio climático, así como para promover la democracia y la tolerancia. - Noruega tiene una embajada en Yakarta. - Indonesia cuenta con una embajada en Oslo. |
| Países Bajos                     | Octubre de 1949                             | - Los Países Bajos, antigua potencia colonial, transfirieron la soberanía a Indonesia en 1949. - Indonesia tiene una embajada en La Haya. - Los Países Bajos cuentan con una embajada en Yakarta. |
| Polonia                          | 19 de septiembre de 1955                    | - Ambos países establecieron relaciones diplomáticas el 19 de septiembre de 1955. - Polonia tiene una embajada en Yakarta. - Indonesia cuenta con una embajada en Varsovia. |
| Portugal                         | 4 de enero de 1965                          | - En 1999, Indonesia y Portugal restablecieron relaciones diplomáticas, interrumpidas tras la Invasión indonesia de Timor Oriental en 1975. - Indonesia tiene una embajada en Lisboa. - Portugal cuenta con una embajada en Yakarta. |
| Reino Unido                      | 1949                                        | Indonesia estableció relaciones exteriores del Reino Unido el 27 de diciembre de 1949. - Indonesia mantiene una embajada en Londres. - El Reino Unido está acreditado ante Indonesia a través de su embajada en Yakarta, así como un consulado honorario en Bali El Reino Unido ocupó Indonesia de 1811 a 1816 y de 1945 a 1946; en ambas ocasiones, Indonesia fue transferida al Países Bajos. Ambos países comparten membresía en el G20 y la Organización Mundial del Comercio. A nivel bilateral, tienen una Asociación para el Desarrollo, un Acuerdo de Doble Imposición, un Acuerdo de Inversión, y una Asociación Estratégica. El Ministerio de Cultura y Turismo de Indonesia lanzó una campaña para aumentar el número de turistas del Reino Unido que visitan Indonesia. En 2009, 160 000 turistas británicos visitaron Indonesia, y el objetivo de la campaña era aumentar esta cifra a 200 000. En 2006, el ex primer ministro británico Tony Blair se reunió con Susilo Bambang Yudhoyono, acordando "el establecimiento de un Foro de Asociación Indonesia-Reino Unido regular, presidido por los ministros de Asuntos Exteriores, para promover el diálogo estratégico sobre cuestiones bilaterales, multilaterales y globales". El primer foro Indonesia-Reino Unido se celebró en 2007 y fue presidido por la secretaria Margaret Beckett y el ministro de Asuntos Exteriores indonesio Hassan Wirajuda. En marzo de 2010, miembros de la Cámara de los Lores elogiaron a Indonesia por su progreso en la democratización de la sociedad, la libertad de prensa y la protección ambiental. En una reunión con el parlamentario indonesio Hayono Isman, los Lores expresaron su deseo de mejorar las relaciones entre ambos países. |
| República Checa                  | 1950                                        | - Ambos países establecieron relaciones diplomáticas en 1950. - La República Checa tiene una embajada en Yakarta, acreditada también para Brunéi, Timor Oriental, Singapur y Asociación de Naciones de Asia Sudoriental, y consulados honorarios en Denpasar, Macasar y Surabaya. - Indonesia cuenta con una embajada en Praga. |
| Rumanía                          | 20 de febrero de 1950                       | - Indonesia tiene una embajada en Bucarest. - Rumania cuenta con una embajada en Yakarta. |
| Rusia                            | Febrero de 1950                             | - Rusia tiene una embajada en Yakarta. - Indonesia cuenta con una embajada en Moscú y un consulado honorario en San Petersburgo. - Ambos países son miembros de las G20 y la Cooperación Económica Asia-Pacífico. - A principios de la Guerra Fría, ambos países tuvieron relaciones muy fuertes, con el presidente indonesio Sukarno visitando Moscú y el líder soviético Nikita Jrushchov visitando Yakarta. Cuando Sukarno fue derrocado por el general Suharto, las relaciones entre ambos estados no fueron tan cercanas como durante la era de Sukarno. - A finales de 2007, Indonesia compró armas militares a Rusia con un pago a largo plazo. |
| Santa Sede (Ciudad del Vaticano) | 13 de marzo de 1950                         | - Indonesia, el país con la mayor población musulmana del mundo, reconoce el catolicismo como una de sus seis religiones aprobadas. - La Santa Sede tiene una Nunciatura Apostólica en Yakarta, mientras que Indonesia cuenta con una embajada en Roma. - La Santa Sede reconoció a la República de Indonesia el 16 de marzo de 1950. - Las relaciones oficiales se establecieron en 1950 con el estatus de Internunciatura Apostólica. En diciembre de 1965, este estatus cambió a Nunciatura Apostólica. - Ha habido dos visitas papales a Indonesia: la de Papa Pablo VI en diciembre de 1970, y la de Papa Juan Pablo II en octubre de 1989. - Del 3 al 6 de septiembre de 2024, Papa Francisco visitó Indonesia. |
| Serbia                           | 1954                                        | - Serbia mantiene relaciones muy estrechas con Indonesia, especialmente en los campos del comercio, la cultura y el turismo. Indonesia también ha expresado su apoyo a la integridad territorial de Serbia respecto al tema de Kosovo. |
| Suecia                           | 1960                                        | - Suecia ha contribuido activamente en el proceso de paz en Aceh y brindó asistencia para la reconstrucción tras el tsunami. - Suecia tiene una embajada en Yakarta. - Indonesia cuenta con una embajada en Estocolmo. |
| Suiza                            | 2 de noviembre de 1951                      | - En 2010, los jefes de Estado de ambos países acordaron iniciar negociaciones para un Acuerdo de Asociación Económica Integral. - Suiza ha nombrado a Indonesia como uno de los siete países prioritarios para la cooperación en el desarrollo económico. - Indonesia tiene una embajada en Berna, mientras que Suiza cuenta con una embajada en Yakarta, acreditada también para Timor Oriental y Asociación de Naciones de Asia Sudoriental. - El 6 de diciembre de 1973, los gobiernos de Indonesia y Suiza firmaron un acuerdo para establecer un Politécnico de Mecánica dentro del Instituto Tecnológico de Bandung en Bandung. Hoy en día, esta Politécnica de Mecánica Suiza se ha transformado en la Politécnica Estatal de Bandung para Manufactura. |
| Ucrania                          | 11 de junio de 1992                         | - Indonesia reconoció la independencia de Ucrania el 28 de diciembre de 1991 y estableció relaciones diplomáticas el 11 de junio de 1992. - En 2011, el volumen total de comercio entre ambas naciones alcanzó los 1,27 mil millones de dólares estadounidenses, aumentando a 1,32 mil millones en 2012. El balance comercial favorece a Ucrania; el valor de las exportaciones indonesias a Ucrania en 2012 fue de 548,9 millones de dólares, mientras que el valor de las importaciones de Indonesia desde Ucrania ese mismo año fue de 774,1 millones de dólares. - Durante la invasión rusa a Ucrania, el gobierno indonesio proporcionó ayuda adicional a Ucrania a través de la Cruz Roja Ucraniana y expresó su compromiso de asistir en la reconstrucción de hospitales dañados por la guerra. - Indonesia tiene una embajada en Kiev. - Ucrania cuenta con una embajada en Yakarta. |

### Oceanía
| País | Inicio de las relaciones formales | Nota |
| --- | --------------------------------- | --- |
| Australia | 27 de diciembre de 1949           | Desde la independencia de Indonesia, ambos países han mantenido relaciones diplomáticas mutuas, cooperación formalizada (especialmente en conservación pesquera, aplicación de la ley y justicia), cierta colaboración en seguridad, una ampliación de las relaciones mediante tratados, membresía conjunta en foros regionales y participación compartida en varios tratados multilaterales de importancia. El comercio entre ambos países ha crecido con el tiempo. En los últimos años, Australia ha profundizado su compromiso de ayuda hacia Indonesia, y este país se ha convertido en un destino popular para estudiantes indonesios. En el período 2008-2009, Indonesia fue el mayor receptor de la ayuda australiana, con un valor de 462 millones de dólares australianos. Indonesia cuenta con una embajada en Canberra y consulados generales en Melbourne, Perth y Sídney, mientras que Australia tiene una embajada en Yakarta y consulados en Medan, Macasar, Surabaya y Denpasar. |
| Fiyi | 1974                              | - Fiyi tiene una embajada en Yakarta. - Indonesia tiene una embajada en Suva. |
| Islas Salomón | 28 de julio de 1983               | - Las relaciones bilaterales se rompieron en 2016, cuando, durante la Asamblea General de las Naciones Unidas de ese año, el primer ministro de las Islas Salomón, Manasseh Sogavare, denunció violaciones de derechos humanos en las provincias indonesias de Papúa y Papúa Occidental, y abogó por la independencia de dichas provincias. - Indonesia tiene una embajada no residente en Port Moresby. - Las Islas Salomón tienen una embajada en Yakarta. |
| Nueva Zelanda | 28 de junio de 1958               | Con intereses comunes como democracias y vecinos en la región de Asia-Pacífico, Nueva Zelanda e Indonesia son considerados socios naturales. Ambos países son miembros de la Cooperación Económica Asia-Pacífico. Las relaciones diplomáticas se establecieron oficialmente en 1958, y desde entonces los lazos diplomáticos y económicos se han fortalecido. Nueva Zelanda tiene una embajada en Yakarta, e Indonesia tiene una embajada en Wellington. Las exportaciones de Indonesia a Nueva Zelanda incluyen principalmente productos energéticos, minerales, madera y agrícolas, mientras que Nueva Zelanda exporta a Indonesia principalmente productos lácteos y carnes, como carne de res, leche y queso. |
| Islas Cook y Niue (Estados en libre asociación dentro de Nueva Zelanda)\|\| 12 de julio de 2019\|\|Indonesia estableció relaciones diplomáticas con las Islas Cook y Niue el 12 de julio de 2019, como parte de un esfuerzo por fortalecer sus vínculos con la región de las islas del Pacífico. |                                   | |
| Palaos | 6 de julio de 2007                | - Ambos países establecieron relaciones diplomáticas el 6 de julio de 2007. - Indonesia comparte una frontera marítima con Palaos. - Ambos países se representan mutuamente a través de sus respectivas embajadas en Manila, Filipinas. |
| Papúa Nueva Guinea | 16 de septiembre de 1975          | Indonesia comparte una frontera de 760 km con Papúa Nueva Guinea a través de sus provincias de Papúa, Papúa de las Tierras Altas y Papúa Meridional. Esta frontera común ha generado tensiones y problemas diplomáticos continuos durante décadas. - Indonesia tiene una embajada en Port Moresby y un consulado en Vanimo. - Papúa Nueva Guinea tiene una embajada en Yakarta y un consulado general en Jayapura. |
| Vanuatu | 3 de julio de 1995                | - Ambos países establecieron relaciones diplomáticas el 3 de julio de 1995. - Las relaciones bilaterales están tensas, ya que Vanuatu es uno de los principales aliados del Movimiento Papúa Libre. - Indonesia está representada en Vanuatu a través de su embajada en Canberra, Australia. Sin embargo, Vanuatu ha sugerido que la embajada indonesia en Port Vila debería ser independiente de la de Canberra. - Vanuatu ha anunciado planes para abrir una embajada en Yakarta. |

## Participación en organizaciones internacionales
- Banco Asiático de Desarrollo (BAsD)
- Banco Asiático de Inversión en Infraestructura (AIIB; Asian Infrastructure Investment Bank)
- Cooperación Económica Asia-Pacífico (APEC; Asia-Pacific Economic Cooperation)
- Asociación de Naciones de Asia Sudoriental (ASEAN; Association of Southeast Asian Nations)
- BRICS
- Plan Colombo
- Organización del Tratado de Prohibición Completa de los Ensayos Nucleares (OTPCE)
- D-8
- Cumbre de Asia Oriental (CAO)
- Comisión Económica y Social de las Naciones Unidas para Asia y el Pacífico
- Organización de las Naciones Unidas para la Alimentación y la Agricultura (ONUAA)
- Grupo de Acción Financiera Internacional (GAFI)
- Foro de Cooperación de Asia Oriental y América Latina (FCAOAL)
- Grupo de los 15 (G15)
- Grupo de los Veinte (G20)
- G20 de países en desarrollo
- Grupo de los 77 (G77)
- Organismo Internacional de Energía Atómica (OIEA)
- Banco Internacional de Reconstrucción y Fomento (BIRF)
- Organización de Aviación Civil Internacional (OACI)
- Cámara de Comercio Internacional (CCI)
- Asociación Internacional de Fomento (AIF)
- Banco Islámico de Desarrollo (IDB)
- Fondo Internacional de Desarrollo Agrícola (FIDA)
- Corporación Financiera Internacional (CFI)
- Organización Internacional del Trabajo (OIT)
- Fondo Monetario Internacional (FMI)
- Organización Marítima Internacional (OMI)
- Organización Internacional de Policía Criminal (INTERPOL)
- Comité Olímpico Internacional (COI)
- Cooperación Regional del Océano Índico (IOR-ARC)
- Comité Paralímpico Internacional (CPI)
- Marco Económico Indopacífico para la Prosperidad (IPEF)
- Unión Interparlamentaria (UIP)
- Autoridad Internacional de los Fondos Marinos
- Organización Internacional de Normalización (ISO; International Organization for Standardization)
- Organización Internacional de Telecomunicaciones por Satélite (ITSO; International Organization for Standardization)
- Unión Internacional de Telecomunicaciones (UIT)
- Confederación Sindical Internacional (CSI)
- Organismo Multilateral de Garantía de Inversiones (OMGI)
- Movimiento de Países No Alineados
- Organización para la Cooperación Islámica (OCI)
- Organización para la Prohibición de las Armas Químicas (OPAQ)
- Fondo OPEP para el Desarrollo Internacional (Fondo OPEP)
- Organización de las Naciones Unidas (ONU)
- Conferencia de las Naciones Unidas sobre Comercio y Desarrollo (CNUCYD)
- Organización de las Naciones Unidas para la Educación, la Ciencia y la Cultura (UNESCO; United Nations Educational, Scientific and Cultural Organization)
- Organización de las Naciones Unidas para el Desarrollo Industrial (UNIDO; United Nations Industrial Development Organization)
- Instituto Internacional para la Unificación del Derecho Privado (UNIDROIT; Institut international pour l'unification du droit privé)
- Organización Mundial del Turismo (OMT)
- Unión Postal Universal (UPU)
- Organización Mundial de Aduanas (OMA)
- Federación Sindical Mundial (FSM)
- Organización Mundial de la Salud (OMS)
- Organización Mundial de la Propiedad Intelectual (OMPI)
- Organización Meteorológica Mundial (OMM)
- Organización Mundial del Comercio (OMC)

## Lecturas complementarias
- Anwar, Dewi Fortuna (1994). Indonesia in ASEAN : foreign policy and regionalism (en inglés).
- Anwar, Dewi Fortuna (2013). «Reinvention in Indonesia's foreign policy strategy». East Asia Forum Quarterly 5 (4).
- Aslan, Hugh R. Me. (2004). Contemporary United States Foreign Policy towards Indonesia (Tesis) (en inglés). U.S. Army Command and General Staff College.
- Cotton, James (2004). East Timor, Australia and regional order: intervention and its aftermath in Southeast Asia (en inglés). Archivado desde el original el 15 de julio de 2023.
- Galamas, Francisco (2015). «Terrorism in Indonesia: an overview». Research Papers (en inglés) 4 (10).
- Gardner, Paul F. (1997). Shared Hopes, Separate Fears: Fifty Years of U.S.–Indonesia Relations (en inglés). Boulder, Colorado: Westview Press.
- Glasius, Marlies (1999). Foreign policy on human rights : its influence on Indonesia under Soeharto (en inglés).
- Hatta, Mohammad (1953). «Indonesia's Foreign Policy». Foreign Policy 31 (2): 441-452. JSTOR 20030977. doi:10.2307/20030977. Archivado desde el original el 4 de enero de 2024. Consultado el 4 de enero de 2024.
- He, Kai (2007). «Indonesia's foreign policy after Soeharto: international pressure, democratization, and policy change». International Relations of the Asia-Pacific (en inglés) 8 (1): 47-72.
- Huijgh, Ellen (2016). «The Public Diplomacy of Emerging Powers Part 2: The Case of Indonesia». CPD Perspectives on Public Diplomacy (en inglés). Archivado desde el original el 11 de mayo de 2024.
- Lee, Terence (2009). «The armed forces and transitions from authoritarian rule: Explaining the role of the military in 1986 Philippines and 1998 Indonesia». Comparative Political Studies (en inglés) 42 (5): 640-669.
- Leifer, Michael (1983). Indonesia's Foreign Policy (en inglés).
- McRae, Fave. «Indonesia's South China Sea diplomacy: A foreign policy illiberal turn?». Journal of Contemporary Asia (en inglés) 49 (5): 759-779. Archivado desde el original el 17 de mayo de 2023.
- Pitsuwan, Fuadi (2014). «Smart Power Strategy: Recalibrating Indonesian Foreign Policy». Asian Politics & Policy (en inglés) 6 (2): 237-266. doi:10.1111/aspp.12107.
- Ricklefs, M. C. (2001). A History of Modern Indonesia since c. 1200.
- Saltford, John (2000). «United Nations involvement with the act of self-determination in West Irian (Indonesian West New Guinea) 1968 to 1969». Indonesia (en inglés) 69: 71-92. Archivado desde el original el 17 de mayo de 2023.
- Scott, David (2019). «Indonesia grapples with the Indo-Pacific: Outreach, strategic discourse, and diplomacy.». Journal of Current Southeast Asian Affairs 38 (2): 194-217. Archivado desde el original el 17 de mayo de 2023.
- Shekhar, Vibhanshu (2018). Indonesia's Foreign Policy and Grand Strategy in the 21st Century: Rise of an Indo-Pacific Power (en inglés).
- Sukma, Rizal (1995). «The evolution of Indonesia's foreign policy: an Indonesian view». Asian Survey (en inglés) 35 (3): 304-315. Archivado desde el original el 6 de noviembre de 2022.
- Sukma, Rizal (2011). «Soft power and public diplomacy: The case of Indonesia». Public diplomacy and soft power in East Asia (en inglés). pp. 91-115.
- Weinstein, Franklin B. (2009). Indonesia Abandons Confrontation: An Inquiry Into the Functions of Indonesian Foreign Policy (en inglés).